# Lista siturilor Natura 2000 din Spania
Lista siturilor Natura 2000 din Spania conține toate ariile naturale din această țară incluse în rețeaua europeană Natura 2000.
Această listă este generată cu date din Wikidata și este actualizată periodic de un robot.
 Editările făcute în listă vor fi șterse la următoarea actualizare!
| Imagine | Cod Natura 2000     | Articol                                                                             |
| ------- | ------------------- | ----------------------------------------------------------------------------------- |
|         | ES6120019           | Río Salado de Conil                                                                 |
|         | ES6140014           | Q107711182                                                                          |
|         | ES6140006           | Sierra de Arana                                                                     |
|         | ES6140015           | Barrancos del Río de Aguas Blancas                                                  |
|         | ES6110018           | Río Adra                                                                            |
|         | ES6140009           | Sierra Nevada Noroeste                                                              |
|         | ES6110015           | Isla de Alborán                                                                     |
|         | ES6140011           | Q107711264                                                                          |
|         | ES6110020           | Islote de San Andrés                                                                |
|         | ES6110016           | Rambla de Arejos                                                                    |
|         | ES6160012           | Río Jándula                                                                         |
|         | ES6160008           | Q107711277                                                                          |
|         | ES6160010           | Tramo Inferior del Río Guadalimar y Alto Guadalquivir                               |
|         | ES6140007           | Sierras del Campanario y Las Cabras                                                 |
|         | ES6160014           | Río Guadalimar                                                                      |
|         | ES6160009           | Estribaciones de Sierra Mágina                                                      |
|         | ES6130007           | Q107711282                                                                          |
|         | ES6130012           | Río Zújar                                                                           |
|         | ES6130015           | Q107711286                                                                          |
|         | ES6130010           | Río Guadamatilla y Arroyo del Tamujar                                               |
|         | ES6130011           | Río Guadamatilla                                                                    |
|         | ES6130003           | Sierra de Santa Eufemia                                                             |
|         | ES6130006           | Guadalmellato                                                                       |
|         | ES6130016           | Río Guadalbarbo                                                                     |
|         | ES6130004           | Río Guadalmez                                                                       |
|         | ES6130008           | Tramo Inferior del Río Guadajoz                                                     |
|         | ES6130009           | Ríos Cuzna y Gato                                                                   |
|         | ES6130005           | Suroeste de La Sierra de Cardeña y Montoro                                          |
|         | ES6130014           | Arroyo de Ventas Nuevas                                                             |
|         | ES6130017           | Alto Guadiato                                                                       |
|         | ES6130013           | Barrancos del Río Retortillo                                                        |
|         | ES6160011           | Q107711304                                                                          |
|         | ES6160013           | Q107711305                                                                          |
|         | ES6160015           | Q107711306                                                                          |
|         | ES6140010           | Sierra de Baza Norte                                                                |
|         | ES6140005           | Sierra de La Sagra                                                                  |
|         | ES6120021           | Río Guadalete                                                                       |
|         | ES6120028           | Río de La Jara                                                                      |
|         | ES6120029           | Búnker del Santuario de La Luz                                                      |
|         | ES6120024           | Cueva del Búho                                                                      |
|         | ES6120033           | Fondos Marinos Marismas del Río Palmones                                            |
|         | ES6140008           | Sierra de Loja                                                                      |
|         | ES6140012           | La Malahá                                                                           |
|         | ES6170008           | Sierras de Abdalajís y La Encantada Sur                                             |
|         | ES6170023           | Q107711331                                                                          |
|         | ES6170013           | Sierra de Mollina                                                                   |
|         | ES6170012           | Sierra de Camarolos                                                                 |
|         | ES6170018           | Cueva de Belda I                                                                    |
|         | ES6170003           | Desfiladero de Los Gaitanes                                                         |
|         | ES6170016           | Valle del Río del Genal                                                             |
|         | ES6170005           | Sierra Crestellina                                                                  |
|         | ES6170010           | Sierras Bermeja y Real                                                              |
|         | ES6120034           | Fondos Marinos Estuario del Río Guadiaro                                            |
|         | ES6170029           | Río Manilva                                                                         |
|         | ES6170027           | Arroyo de La Cala                                                                   |
|         | ES6170026           | Río del Padrón                                                                      |
|         | ES6170017           | Río de Castor                                                                       |
|         | ES6170024           | Río Guadalmansa                                                                     |
|         | ES6170020           | Río Guadaiza                                                                        |
|         | ES6170019           | Río Verde                                                                           |
|         | ES6170009           | Sierras de Alcaparaín y Aguas                                                       |
|         | ES6170025           | Río Real                                                                            |
|         | ES6170022           | Río Fuengirola                                                                      |
|         | ES6170030           | Calahonda                                                                           |
|         | ES6170028           | Río Guadalmedina                                                                    |
|         | ES6140013           | Q107711359                                                                          |
|         | ES6140016           | Acantilados y Fondos Marinos de La Punta de La Mona                                 |
|         | ES6120031           | Ríos Guadiaro y Hozgarganta                                                         |
|         | ES6120013           | Sierra Líjar                                                                        |
|         | ES6120009           | Fondos Marinos de Bahía de Cádiz                                                    |
|         | ES6120030           | Cuevas de La Mujer y de Las Colmenas                                                |
|         | ES6120027           | Salado de San Pedro                                                                 |
|         | ES6120025           | Río Iro                                                                             |
|         | ES6120015           | Acebuchales de La Campiña Sur de Cádiz                                              |
|         | ES6120026           | Cueva de las Mesas de Algar                                                         |
|         | ES6120020           | Túnel III de Bornos                                                                 |
|         | ES6120022           | Búnker del Tufillo                                                                  |
|         | ES6120017           | Punta de Trafalgar                                                                  |
|         | ES6150018           | Río Guadiana y Ribera de Chanza                                                     |
|         | ES6150010           | Andévalo Occidental                                                                 |
|         | ES6150022           | Rivera de Chanza                                                                    |
|         | ES6150015           | Isla de San Bruno                                                                   |
|         | ES6150020           | Arroyo del Alamillo                                                                 |
|         | ES6150028           | Estuario del Río Piedras                                                            |
|         | ES6150024           | El Jure                                                                             |
|         | ES6150007           | Peñas de Aroche                                                                     |
|         | ES6150017           | Marisma de Las Carboneras                                                           |
|         | ES6150002           | Enebrales de Punta Umbría                                                           |
|         | ES6150029           | Estuario del Río Tinto                                                              |
|         | ES6150025           | Mina Carpio                                                                         |
|         | ES6150013           | Dunas del Odiel                                                                     |
|         | ES6150012           | Dehesa del Estero y Montes de Moguer                                                |
|         | ES6150026           | Mina Sotiel Coronada                                                                |
|         | ES6150021           | Corredor Ecológico del Río Tinto                                                    |
|         | ES6150009           | Doñana Norte y Oeste                                                                |
|         | ES6150027           | Mina Oriente                                                                        |
|         | ES6150016           | Acebuchal de Alpízar                                                                |
|         | ES6150019           | Bajo Guadalquivir                                                                   |
|         | ES6150023           | Dehesa de Torrecuadros y Arroyo de Pilas                                            |
|         | ES0000031           | Sierra de Grazalema                                                                 |
|         | ES6120023           | Corrales de Rota                                                                    |
|         | ES6180016           | Venta de Las Navas                                                                  |
|         | ES6180012           | Minas El Galayo y La Jabata                                                         |
|         | ES6180017           | Campiñas de Sevilla                                                                 |
|         | ES6180004           | Sierra de Alanís                                                                    |
|         | ES6180011           | Río Corbones                                                                        |
|         | ES6180006           | Laguna de Coripe                                                                    |
|         | ES6170034           | Río Guadalevín                                                                      |
|         | ES6170033           | Q107711356                                                                          |
|         | ES6180007           | Q107711362                                                                          |
|         | ES6180013           | Río Guadaira                                                                        |
|         | ES6180005           | Corredor Ecológico del Río Guadiamar                                                |
|         | ES6180010           | Rivera de Cala                                                                      |
|         | ES6180014           | Q107711414                                                                          |
|         | ES6180015           | Mina El Abrevadero                                                                  |
|         | ES6180009           | Río Viar                                                                            |
|         | ES6170031           | Río Guadiaro                                                                        |
|         | ES0000024           | Doñana                                                                              |
|         | ES6150006           | Marismas del Río Piedras y Flecha del Rompido                                       |
|         | ES0000048           | Q108061990                                                                          |
|         | ES6180001           | Complejo Endorreico de Utrera                                                       |
|         | ES0000026           | Complejo Endorreico de Espera                                                       |
|         | ES0000035           | Q108063647                                                                          |
|         | ES6140002           | Sierra de Castril                                                                   |
|         | ES6170007           | Q108063887                                                                          |
|         | ES6170006           | Sierra de Las Nieves                                                                |
|         | ES6120002           | Cola del Embalse de Bornos                                                          |
|         | ES1140005           | Monte Aloia                                                                         |
|         | ES5213023           | Sierra de Callosa de Segura                                                         |
|         | ES0000050           | Sierra de Hornachuelos                                                              |
|         | ES0000033           | Laguna de Fuente de Piedra                                                          |
|         | ES6160005           | Despeñaperros                                                                       |
|         | ES6130001           | Sierra de Cardeña y Montoro                                                         |
|         | ES0000049           | Los Alcornocales                                                                    |
|         | ES6170004           | Los Reales de Sierra Bermeja                                                        |
|         | ES5213020           | Serres del Ferrer i Bèrnia                                                          |
|         | ES0000254           | Illa de Ons                                                                         |
|         | ES5110022           | Capçaleres del Foix                                                                 |
|         | ES5110015           | Sistema Prelitoral Central                                                          |
|         | ES0000067           | Q108066304                                                                          |
|         | ES5214004           | Cova Juliana                                                                        |
|         | ES5214001           | Q108066390                                                                          |
|         | ES5234007           | Q108066484                                                                          |
|         | ES5234004           | Q108066491                                                                          |
|         | ES5120022           | Riu Duran                                                                           |
|         | ES5120021           | Riu Fluvià                                                                          |
|         | ES5233049           | Cova de les Rates Penades (Ròtova)                                                  |
|         | ES0000151           | Caparreta                                                                           |
|         | ES0000153           | Área esteparia del este de Albacete                                                 |
|         | ES0000154           | Zona esteparia de El Bonillo                                                        |
|         | ES0000157           | Campo de Calatrava                                                                  |
|         | ES0000158           | Áreas esteparias del Campo de Montiel                                               |
|         | ES0000160           | Hoz del río Gritos y páramos de Las Valeras                                         |
|         | ES0000161           | Laguna de El Hito                                                                   |
|         | ES0000164 ES4160019 | Sierra de Ayllón                                                                    |
|         | ES0000165           | Valle y salinas del Salado                                                          |
|         | ES0000166           | Barranco del Dulce                                                                  |
|         | ES0000167           | Estepas cerealistas de La Campiña                                                   |
|         | ES0000168           | Llanuras de Oropesa, Lagartera y Calera y Chozas                                    |
|         | ES0000169           | Río Tajo en Castrejón, islas de Malpica de Tajo y Azután                            |
|         | ES0000170           | Área esteparia de La Mancha norte                                                   |
|         | ES0000171           | El Plano-Blanca alta                                                                |
|         | ES0000172           | Rincón del Bu-La Nasa-Tripazul                                                      |
|         | ES0000173           | Sierra Espuña                                                                       |
|         | ES0000174           | Sierra de la Pila                                                                   |
|         | ES0000175           | Salinas y Arenales de San Pedro del Pinatar                                         |
|         | ES0000176           | Costa da Morte (Norte)                                                              |
|         | ES0000180           | Estepas De Monegrillo Y Pina                                                        |
|         | ES0000181           | La Retuerta Y Saladas De Sástago                                                    |
|         | ES0000182           | Valcuerna, Serreta Negra Y Liberola                                                 |
|         | ES0000183           | El Basal, Las Menorcas Y Llanos De Cardiel                                          |
|         | ES0000184           | Valle del Tiétar - ZEPA                                                             |
|         | ES0000186           | Pinares del Bajo Alberche - ZEPA                                                    |
|         | ES0000187           | Montes de Miranda de Ebro y Ameyugo - ZEPA                                          |
|         | ES0000188           | Valles del Voltoya y el Zorita - ZEPA                                               |
|         | ES0000189           | Campo Azálvaro - Pinares de Peguerinos - ZEPA                                       |
|         | ES0000190           | Encinares de los ríos Adaja y Voltoya - ZEPA                                        |
|         | ES0000191 ES0000252 | Embalse del Ebro                                                                    |
|         | ES0000192           | Humada - Peña Amaya - ZEPA                                                          |
|         | ES0000193           | Sierra de la Tesla-Valdivielso - ZEPA                                               |
|         | ES0000194           | Oteros-Campos                                                                       |
|         | ES0000195 ES6200005 | Humedal del Ajauque y Rambla Salada                                                 |
|         | ES0000196           | Estepas de Yecla                                                                    |
|         | ES0000197           | Acantilados del Monte Hacho                                                         |
|         | ES0000198 ES1300001 | Liébana                                                                             |
|         | ES0000200           | Isla Grosa                                                                          |
|         | ES0000201           | Camino de Santiago                                                                  |
|         | ES0000202           | Campo de Azaba - ZEPA                                                               |
|         | ES0000203           | Altos de Barahona - ZEPA                                                            |
|         | ES0000204           | Tierra de Campiñas                                                                  |
|         | ES0000205           | Lagunas del Canal de Castilla                                                       |
|         | ES0000206           | Cañones del Duero - ZEPA                                                            |
|         | ES0000211           | Desembocadura del riu Millars                                                       |
|         | ES0000212           | Sierra de Martés-Muela de Cortes                                                    |
|         | ES0000214           | Espacio marino de Tabarca                                                           |
|         | ES0000215           | Oteros-Cea                                                                          |
|         | ES0000216           | La Nava-Campos Sur                                                                  |
|         | ES0000218           | Campo de Argañán - ZEPA                                                             |
|         | ES0000219           | Río Alagón                                                                          |
|         | ES0000220           | Riberas del Pisuerga                                                                |
|         | ES0000222           | La Trapa                                                                            |
|         | ES0000223           | Sa Foradada                                                                         |
|         | ES0000224           | Muleta                                                                              |
|         | ES0000225           | Sa Costera                                                                          |
|         | ES0000226           | L'Albufereta                                                                        |
|         | ES0000227           | Muntanyes d'Artà                                                                    |
|         | ES0000228           | Cap de ses Salines                                                                  |
|         | ES0000229           | Costa Nord de Ciutadella                                                            |
|         | ES0000230           | La Vall                                                                             |
|         | ES0000231           | Dels Alocs a Fornells                                                               |
|         | ES0000232           | La Mola i s'Albufera de Fornells                                                    |
|         | ES0000233           | D'Addaia a s'Albufera                                                               |
|         | ES0000234           | S'Albufera des Grau                                                                 |
|         | ES0000235           | De s'Albufera a la Mola                                                             |
|         | ES0000236           | Illa de l'Aire                                                                      |
|         | ES0000237           | Des Canutells a Llucalari                                                           |
|         | ES0000238           | Son Bou i barranc de sa Vall                                                        |
|         | ES0000239           | De Binigaus a cala Mitjana                                                          |
|         | ES0000240           | Costa Sud de Ciutadella                                                             |
|         | ES0000241           | Costa dels Amunts                                                                   |
|         | ES0000242           | Illots de Santa Eulària, Rodona i es Canar                                          |
|         | ES0000243           | Txingudi                                                                            |
|         | ES0000247           | Riberas de los Ríos Huebra y Yeltes                                                 |
|         | ES0000248           | Desfiladero de la Hermida                                                           |
|         | ES0000249           | Sierra de Peña Sagra                                                                |
|         | ES0000250           | Sierra de Híjar                                                                     |
|         | ES0000251           | Sierra del Cordel y cabeceras del Nansa y del Saja                                  |
|         | ES0000253           | Hoces del Ebro                                                                      |
|         | ES0000255           | Páramo de Layna - ZEPA                                                              |
|         | ES0000256           | Islas Hormigas                                                                      |
|         | ES0000257           | Sierras de Ricote y la Navela                                                       |
|         | ES0000258           | Costa de Ferrolterra - Valdoviño                                                    |
|         | ES0000259           | Sierra de Mojantes                                                                  |
|         | ES0000260 ES6200030 | Mar Menor                                                                           |
|         | ES0000261           | Almenara-Moreras-Cabo Cope                                                          |
|         | ES0000262           | Sierras del Gigante-Pericay, Lomas del Buitre-Río Luchena y Sierra de la Torrecilla |
|         | ES0000263           | Llano de las Cabras                                                                 |
|         | ES0000264           | La Muela-Cabo Tiñoso                                                                |
|         | ES0000265           | Sierra del Molino, Embalse del Quipar y Llanos del Cagitán                          |
|         | ES0000266           | Sierra de Moratalla                                                                 |
|         | ES0000267           | Sierras de Burete, Lavia y Cambrón                                                  |
|         | ES0000268 ES6200014 | Saladares del Guadalentín                                                           |
|         | ES0000269           | Monte El Valle y Sierras de Altaona y Escalona                                      |
|         | ES0000270           | Isla Cueva de Lobos                                                                 |
|         | ES0000271           | Isla de las Palomas                                                                 |
|         | ES0000277           | Collarada - Ibón De Ip                                                              |
|         | ES0000020           | Delta de l'Ebre                                                                     |
|         | ES0000004           | Lagunas de Villafáfila                                                              |
|         | ES0000007           | Cañón del Río Lobos - ZEPA                                                          |
|         | ES0000013           | Tablas de Daimiel                                                                   |
|         | ES0000014           | Monfragüe y las Dehesas del Entorno                                                 |
|         | ES0000015           | Sierra Y Cañones De Guara                                                           |
|         | ES0000017           | Cuenca De Gallocanta                                                                |
|         | ES0000018           | Prepirineu Central català                                                           |
|         | ES0000019           | Aiguamolls de l'Alt Empordà                                                         |
|         | ES0000021 ES5130040 | Secans de Mas de Melons-Alfés                                                       |
|         | ES0000023           | L'Albufera                                                                          |
|         | ES0000037           | Es Trenc - Salobrar de Campos                                                       |
|         | ES0000038           | S'Albufera de Mallorca                                                              |
|         | ES0000039 ES7010033 | Jandía                                                                              |
|         | ES0000040           | Islotes del norte de Lanzarote y Famara                                             |
|         | ES0000041           | Ojeda, Inagua y Pajonales                                                           |
|         | ES0000042           | Dunas de Corralejo e Isla de Lobos                                                  |
|         | ES0000043           | Caldera de Taburiente                                                               |
|         | ES0000044           | Garajonay                                                                           |
|         | ES0000055           | Fuentes del Narcea y del Ibias                                                      |
|         | ES0000056           | Encinares del río Alberche y río Cofio                                              |
|         | ES0000057           | Alto Lozoya                                                                         |
|         | ES0000060           | Prat de Cabanes i Torreblanca                                                       |
|         | ES0000061           | Àrees emergides de les Illes Columbretes                                            |
|         | ES0000062           | Obarenes-Sierra de Cantabria                                                        |
|         | ES0000063           | Sierra de Alcarama y Valle del Alhama                                               |
|         | ES0000064           | Peñas de Iregua, Leza y Jubera                                                      |
|         | ES0000065           | Peñas de Arnedillo. Peñalmonte y Peña Isasa                                         |
|         | ES0000068           | Embalse de Orellana y Sierra de Pela                                                |
|         | ES0000069           | Embalse de Cornalvo y Sierra Bermeja                                                |
|         | ES0000070           | Sierra de San Pedro                                                                 |
|         | ES0000071           | Llanos de Cáceres y Sierra de Fuentes                                               |
|         | ES0000072           | Sierra Grande de Hornachos                                                          |
|         | ES0000073           | Costa Brava de Mallorca                                                             |
|         | ES0000074           | Cap de cala Figuera                                                                 |
|         | ES0000079           | La Victòria                                                                         |
|         | ES0000080           | Cap Vermell                                                                         |
|         | ES0000081           | Cap Enderrocat - Cap Blanc                                                          |
|         | ES0000082           | Tagomago                                                                            |
|         | ES0000083           | Arxipèlag de Cabrera                                                                |
|         | ES0000086           | Ría de Ortigueira e Ladrido                                                         |
|         | ES0000087           | Complexo intermareal Umia - O Grove, A Lanzada, punta Carreirón e lagoa Bodeira     |
|         | ES0000090           | Sierra Morena                                                                       |
|         | ES0000095           | Tigaiga                                                                             |
|         | ES0000097 ES7010062 | Betancuria                                                                          |
|         | ES0000098           | Salinas de Janubio                                                                  |
|         | ES0000099           | Los Ajaches                                                                         |
|         | ES0000100           | La Geria                                                                            |
|         | ES0000101           | Lajares, Esquinzo y costa del Jarubio                                               |
|         | ES0000102           | Garoé                                                                               |
|         | ES0000104           | Gorreta y Salmor                                                                    |
|         | ES0000105           | Acantilados de Alajeró, La Dama y Valle Gran Rey                                    |
|         | ES0000107           | Montes y cumbre de Tenerife                                                         |
|         | ES0000108 ES0000341 | Los Órganos                                                                         |
|         | ES0000109 ES7020095 | Anaga                                                                               |
|         | ES0000110           | Ayagaures y Pilancones                                                              |
|         | ES0000111 ES0000346 | Tamadaba                                                                            |
|         | ES0000112           | Juncalillo del Sur                                                                  |
|         | ES0000113           | Macizo de Tauro                                                                     |
|         | ES0000114           | Cumbres y acantilados del norte de La Palma                                         |
|         | ES0000115           | Hoces del Río Duratón                                                               |
|         | ES0000116           | Valle de Iruelas                                                                    |
|         | ES0000118           | Arribes del Duero - ZEPA                                                            |
|         | ES0000119           | Carrizales y sotos de Aranjuez                                                      |
|         | ES0000121           | Illots de Benidorm i Serra Gelada                                                   |
|         | ES0000122           | Aritzakun-Urritzate-Gorramendi                                                      |
|         | ES0000123           | Larra-Aztaparreta                                                                   |
|         | ES0000124           | Sierra de Illón y Foz de Burgui                                                     |
|         | ES0000125           | Sierra de Leire y Foz de Arbaiun                                                    |
|         | ES0000126           | Roncesvalles-Selva de Irati                                                         |
|         | ES0000127           | Peña Izaga                                                                          |
|         | ES0000128           | Sierra de San Miguel                                                                |
|         | ES0000129           | Sierra de Artxuga, Zarikieta y Montes de Areta                                      |
|         | ES0000130           | Sierra de Arrigorrieta y Peña Ezkaurre                                              |
|         | ES0000132           | Arabarko                                                                            |
|         | ES0000133           | Laguna de Pitillas                                                                  |
|         | ES0000134           | Embalse de las Cañas                                                                |
|         | ES0000136           | Estepas De Belchite - El Planerón - La Lomaza                                       |
|         | ES0000139           | Estepas cerealistas de los ríos Jarama y Henares                                    |
|         | ES0000141           | Parque Nacional de Timanfaya                                                        |
|         | ES0000138 ES2430152 | Galachos De La Alfranca De Pastriz, La Cartuja Y El Burgo De Ebro                   |
|         | ES0000142           | Cortados y cantiles de los ríos Jarama y Manzanares                                 |
|         | ES0000143           | Marismas de Santoña, Victoria y Joyel y Ría de Ajo                                  |
|         | ES0000144           | Urdaibaiko itsasadarra / Ría de Urdaibai                                            |
|         | ES0000145           | Mondragó                                                                            |
|         | ES0000146           | Delta del Llobregat                                                                 |
|         | ES0000148           | Marjal dels Moros                                                                   |
|         | ES0000150           | Peña de Etxauri                                                                     |
|         | ES0000278           | Viñamala                                                                            |
|         | ES0000279           | Alto Cinca                                                                          |
|         | ES0000280           | Cotiella - Sierra Ferrera                                                           |
|         | ES0000281           | El Turbón Y Sierra De Sís                                                           |
|         | ES0000282           | Salvatierra - Fozes De Fago Y Biniés                                                |
|         | ES0000283 ES2430047 | Sierras De Leyre Y Orba                                                             |
|         | ES0000284           | Sotos Y Carrizales Del Río Aragón                                                   |
|         | ES0000285           | San Juan De La Peña Y Peña Oroel                                                    |
|         | ES0000286           | Sierra De Canciás - Silves                                                          |
|         | ES0000287           | Sierras De Santo Domingo Y Caballera Y Río Onsella                                  |
|         | ES0000289           | Lagunas Y Carrizales De Cinco Villas                                                |
|         | ES0000290           | La Sotonera                                                                         |
|         | ES0000291           | Serreta De Tramaced                                                                 |
|         | ES0000292           | Loma La Negra - Bardenas                                                            |
|         | ES0000293           | Montes De Zuera, Castejón De Valdejasa Y El Castellar                               |
|         | ES0000294           | Laguna De Sariñena Y Balsa De La Estación                                           |
|         | ES0000295           | Sierra De Alcubierre                                                                |
|         | ES0000296           | Embalse Del Pas Y Santa Rita                                                        |
|         | ES0000297           | Sierra De Moncayo - Los Fayos - Sierra De Armas                                     |
|         | ES0000299           | Desfiladeros Del Río Jalón                                                          |
|         | ES0000300           | Río Huerva Y Las Planas                                                             |
|         | ES0000302           | Parameras De Blancas                                                                |
|         | ES0000303           | Desfiladeros Del Río Martín                                                         |
|         | ES0000304           | Parameras De Campo Visiedo                                                          |
|         | ES0000305           | Parameras De Alfambra                                                               |
|         | ES0000306           | Río Guadalope - Maestrazgo                                                          |
|         | ES0000308           | Parameras De Pozondón                                                               |
|         | ES0000309           | Montes Universales - Sierra Del Tremedal                                            |
|         | ES0000310           | Llanos y cuchillos de Antigua                                                       |
|         | ES0000313           | Complexo litoral de Corrubedo                                                       |
|         | ES0000315           | Ubiña-La Mesa                                                                       |
|         | ES0000318 ES1200055 | Cabo Busto-Luanco                                                                   |
|         | ES0000320           | Embalses del centro (San Andrés, la Granda, Trasona y la Furta)                     |
|         | ES0000321           | Anglesola-Vilagrassa                                                                |
|         | ES0000322           | Granyena                                                                            |
|         | ES0000325           | Campiña sur - Embalse de Arroyo Conejos                                             |
|         | ES0000326           | Embalse de Borbollón                                                                |
|         | ES0000327           | Embalse de los Canchales                                                            |
|         | ES0000328           | Embalse de Montijo                                                                  |
|         | ES0000329           | Embalse de Valdecañas                                                               |
|         | ES0000330           | Embalse de Valuengo                                                                 |
|         | ES0000331           | Colonias de Cernícalo Primilla de Almendralejo                                      |
|         | ES0000332           | Llanos de Trujillo                                                                  |
|         | ES0000333           | Llanos de Zorita y Embalse de Sierra Brava                                          |
|         | ES0000334           | Sierras Centrales y Embalse de Alange                                               |
|         | ES0000335           | Sierras de Peñalsordo y Capilla                                                     |
|         | ES0000338           | Acantilado de Las Traviesas                                                         |
|         | ES0000339           | Roques de Garafía                                                                   |
|         | ES0000340           | Roque Negro                                                                         |
|         | ES0000342           | Costa de Majona, El Águila y Avalo                                                  |
|         | ES0000343           | Acantilados de Santo Domingo                                                        |
|         | ES0000344           | Roque de la Playa                                                                   |
|         | ES0000345           | Rasca y Guaza                                                                       |
|         | ES0000348           | Costa del norte de Fuerteventura                                                    |
|         | ES0000349           | Vallebrón y valles de Fimapaire y Fenimoy                                           |
|         | ES0000350           | Llanos de La Corona y Tegala Grande                                                 |
|         | ES0000351           | Llanos de La Mareta y cantil del Rubicón                                            |
|         | ES0000355           | Hurdes                                                                              |
|         | ES0000356           | Riberos del Almonte                                                                 |
|         | ES0000357           | Altos Campos de Gómara                                                              |
|         | ES0000359           | Campos de Alba                                                                      |
|         | ES0000360           | Cihuela-Deza                                                                        |
|         | ES0000361           | Dehesa de los Ríos Gamo y Margañán                                                  |
|         | ES0000362           | La Nava-Rueda                                                                       |
|         | ES0000363           | Monteagudo de las Vicarías                                                          |
|         | ES0000364           | Omaña - ZEPA                                                                        |
|         | ES0000365           | Páramo Leonés                                                                       |
|         | ES0000366           | Valdería-Jamuz                                                                      |
|         | ES0000367           | La Serena y Sierras Periféricas                                                     |
|         | ES0000368           | Río Tajo Internacional y Riberos                                                    |
|         | ES0000369           | Llanos de Alcantara y Brozas                                                        |
|         | ES0000370           | Sierra de Gata y Valle de las Pilas                                                 |
|         | ES0000371           | Sierra de Moraleja y Piedra Santa                                                   |
|         | ES0000372           | Costa da Mariña occidental                                                          |
|         | ES0000373           | Ría de Foz                                                                          |
|         | ES0000374           | Ancares                                                                             |
|         | ES0000375           | Esteiro do Miño                                                                     |
|         | ES0000377           | Mola de Son Pacs                                                                    |
|         | ES0000378           | Puig des Boixos                                                                     |
|         | ES0000379           | Puig de Ses Fites                                                                   |
|         | ES0000380           | Puig de s'Extremera                                                                 |
|         | ES0000381           | Puig Gros                                                                           |
|         | ES0000383           | Puig des Castell                                                                    |
|         | ES0000384           | Barranc de Santa Anna                                                               |
|         | ES0000385           | Barbatx                                                                             |
|         | ES0000386           | Capell de Ferro                                                                     |
|         | ES0000393           | Azud de Badajoz                                                                     |
|         | ES0000395           | Charca la Vega del Machal                                                           |
|         | ES0000396           | Embalse de Horno-Tejero                                                             |
|         | ES0000397           | Embalse de la Serena                                                                |
|         | ES0000398           | Llanos y Complejo Lagunar de la Albuera                                             |
|         | ES0000399           | Embalse del Zujar                                                                   |
|         | ES0000400           | Arrozales de Palazuelo y Guadalperales                                              |
|         | ES0000401           | Colonias de Cernícalo Primilla de Acedera                                           |
|         | ES0000402           | Colonias de Cernícalo Primilla de Trujillo                                          |
|         | ES0000403           | Colonias de Cernícalo Primilla de Fuente de Cantos                                  |
|         | ES0000404           | Colonias de Cernícalo Primilla de Guareña                                           |
|         | ES0000405           | Colonias de Cernícalo Primilla de LLerena                                           |
|         | ES5140016           | Tossal de Montagut                                                                  |
|         | ES5140017           | Serra de Montsant-Pas de l'Ase                                                      |
|         | ES5140018           | El Montmell-Marmellar                                                               |
|         | ES5140019           | Riu Gaià                                                                            |
|         | ES5140021           | Obagues del riu Corb                                                                |
|         | ES5140022           | Barranc de Santes Creus                                                             |
|         | ES5140023           | Secans del Montsià                                                                  |
|         | ES5212005           | L'Almadrava                                                                         |
|         | ES5214002           | Tunel de Canals                                                                     |
|         | ES5214003           | Cova dels Mosseguellos-Vallada                                                      |
|         | ES5221002           | Desert de les Palmes                                                                |
|         | ES5222001           | Serra d'Espadà                                                                      |
|         | ES5222002           | Marjal de Peníscola                                                                 |
|         | ES5222004           | Curs alt del riu Millars                                                            |
|         | ES5222005           | Marjal de Nules                                                                     |
|         | ES5222006           | Platja de Moncofa                                                                   |
|         | ES5222007           | Alguers de Borriana-Nules-Moncofa                                                   |
|         | ES5223002           | L'Alt Maestrat                                                                      |
|         | ES5223004           | Penyagolosa                                                                         |
|         | ES5223029           | Riu Bergantes                                                                       |
|         | ES5223036           | Serra d'Irta                                                                        |
|         | ES5223037           | Litoral de Benicàssim                                                               |
|         | ES5223053           | Forat d'en Ferràs-Orpesa                                                            |
|         | ES5223055           | Serra d'en Galceràn                                                                 |
|         | ES5224001           | Cova Obscura-Atzeneta del Maestrat                                                  |
|         | ES5232002           | Serra Calderona                                                                     |
|         | ES5232004           | Rius del Racó d'Ademús                                                              |
|         | ES5232005           | Lavajos de Sinarcas                                                                 |
|         | ES5232006           | Alto Túria                                                                          |
|         | ES5232007           | Riu Xúquer                                                                          |
|         | ES5232008           | Curs mitjà del riu Albaida                                                          |
|         | ES5232009           | Serra del Castell de Xàtiva                                                         |
|         | ES5232010           | Cap de Cullera                                                                      |
|         | ES5233006           | Puebla de San Miguel                                                                |
|         | ES5233008           | Sabinar de Alpuente                                                                 |
|         | ES5233009           | Sierra del Negrete                                                                  |
|         | ES5233010           | Hoces del Cabriel                                                                   |
|         | ES5233011           | Sierras de Martés y el Ave                                                          |
|         | ES5233012           | Valle de Ayora y Sierra del Boquerón                                                |
|         | ES5233013           | Serra de Corbera                                                                    |
|         | ES5233015           | Serres del Montdúver i Marxuquera                                                   |
|         | ES5233030           | Marjal de la Safor                                                                  |
|         | ES5233034           | Sierra del Mugrón                                                                   |
|         | ES5233035           | Arroyo Cerezo                                                                       |
|         | ES5233038           | Dunes de la Safor                                                                   |
|         | ES5233040           | Muela de Cortes y el Caroche                                                        |
|         | ES5233044           | Sierra de Malacara                                                                  |
|         | ES5233045           | Serra d'Enguera                                                                     |
|         | ES5233047           | Ullals del riu Verd                                                                 |
|         | ES5233048           | Sima de les Graelles-Tous                                                           |
|         | ES5233050           | Cova de la Moneda-Cotes                                                             |
|         | ES5233051           | Cova de les Meravelles de Llombai                                                   |
|         | ES5234001           | Cova del Sardiner-Sagunt                                                            |
|         | ES5234002           | Cueva Negra-Ayora                                                                   |
|         | ES5234003           | Tunel del Carcalín-Buñol                                                            |
|         | ES5310005           | Badies de Pollença i Alcúdia                                                        |
|         | ES5310008           | Es Galatzó - s'Esclop                                                               |
|         | ES5310009           | Es Teix                                                                             |
|         | ES5310010           | Comuna de Bunyola                                                                   |
|         | ES5310015           | Puig de Sant Martí                                                                  |
|         | ES5310024           | La Mola                                                                             |
|         | ES5310025           | Cap de Barbaria                                                                     |
|         | ES5310026           | Fita des Ram                                                                        |
|         | ES5310027           | Cimals de la Serra                                                                  |
|         | ES5310028           | Es Binis                                                                            |
|         | ES5310029           | Na Borges                                                                           |
|         | ES5310030           | Costa de Llevant                                                                    |
|         | ES5310032           | Cap Llentrisca - Sa Talaia                                                          |
|         | ES5310033           | Xarraca                                                                             |
|         | ES5310034           | Serra Grossa                                                                        |
|         | ES5310035           | Àrea marina del Nord de Menorca                                                     |
|         | ES5310036           | Àrea marina del Sud de Ciutadella                                                   |
|         | ES5310037           | Basses de la marina de Llucmajor                                                    |
|         | ES5310038           | Cova des Bufador des Solleric                                                       |
|         | ES5310039           | Cova de sa Bassa Blanca                                                             |
|         | ES5310040           | Cova de les Maravelles                                                              |
|         | ES5310041           | Cova de Canet                                                                       |
|         | ES5310042           | Avenc d'en Corbera                                                                  |
|         | ES5310043           | Cova dels Ases                                                                      |
|         | ES5310044           | Cova des Coll                                                                       |
|         | ES5310045           | Cova d'en Passol                                                                    |
|         | ES5310046           | Cova de ses Rates Pinyades                                                          |
|         | ES5310047           | Cova des Corral des Porcs                                                           |
|         | ES5310048           | Cova de sa Guitarreta                                                               |
|         | ES5310049           | Cova des Pas de Vallgornera                                                         |
|         | ES5310050           | Cova d'en Bessó                                                                     |
|         | ES5310051           | Cova de can Bordils                                                                 |
|         | ES5310052           | Cova des Diners                                                                     |
|         | ES5310053           | Cova del Dimoni                                                                     |
|         | ES5310054           | Cova de sa Gleda                                                                    |
|         | ES5310055           | Cova des Pirata                                                                     |
|         | ES5310056           | Cova des Pont                                                                       |
|         | ES5310057           | Cova de cal Pesso                                                                   |
|         | ES5310058           | Cova de can Sion                                                                    |
|         | ES5310059           | Cova de Llenaire                                                                    |
|         | ES5310060           | Cova Morella                                                                        |
|         | ES5310061           | Cova Nova de Son Lluís                                                              |
|         | ES5310062           | Es Bufador de Son Berenguer                                                         |
|         | ES5310063           | Cova de can Millo o de Coa Negrina                                                  |
|         | ES5310064           | Avenc de Son Pou                                                                    |
|         | ES4230002           | Sierras de Talayuelas y Aliaguilla                                                  |
|         | ES4230005           | Sabinares de Campillos - Sierra y Valdemorillo de la Sierra                         |
|         | ES4230006           | Hoces de Alarcón                                                                    |
|         | ES4230008           | Complejo lagunar de Ballesteros y valle del río Moscas                              |
|         | ES4230009           | Cueva de La Judía                                                                   |
|         | ES4230010           | Cueva de Los Morciguillos                                                           |
|         | ES4230012           | Estepas yesosas de La Alcarria conquense                                            |
|         | ES4230013           | Hoces del Cabriel, Guadazaón y ojos de Moya                                         |
|         | ES4230014           | Serranía de Cuenca                                                                  |
|         | ES4230015           | Sierra del Santerón                                                                 |
|         | ES4230016           | Río Júcar sobre Alarcón                                                             |
|         | ES4240003           | Riberas del Henares                                                                 |
|         | ES4240004           | Rañas de Matarrubia, Villaseca y Casa de Uceda                                      |
|         | ES4240007           | Sierra de Pela                                                                      |
|         | ES4240008           | Cerros volcánicos de Cañamares                                                      |
|         | ES4240009           | Valle del río Cañamares                                                             |
|         | ES4240012           | Rebollar de Navalpotro                                                              |
|         | ES4240013           | Cueva de La Canaleja                                                                |
|         | ES4240014           | Quejigares de Barriopedro y Brihuega                                                |
|         | ES4240015           | Valle del Tajuña en Torrecuadrada                                                   |
|         | ES4240016           | Alto Tajo                                                                           |
|         | ES4240017           | Parameras de Maranchón, hoz del Mesa y Aragoncillo                                  |
|         | ES4240018           | Sierra de Altomira                                                                  |
|         | ES4240019           | Laderas yesosas de Tendilla                                                         |
|         | ES4240020           | Montes de Picaza                                                                    |
|         | ES4240021           | Riberas de Valfermoso de Tajuña y Brihuega                                          |
|         | ES4240022           | Sabinares rastreros de Alustante - Tordesilos                                       |
|         | ES4240023           | Lagunas y parameras del Señorío de Molina                                           |
|         | ES4250003           | Barrancas de Talavera                                                               |
|         | ES4250005           | Montes de Toledo                                                                    |
|         | ES4250006           | Rincón del Torozo                                                                   |
|         | ES4250008           | Estepas salinas de Toledo                                                           |
|         | ES4250009           | Yesares del valle del Tajo                                                          |
|         | ES4250010           | Humedales de La Mancha                                                              |
|         | ES4250011           | Complejo lagunar de La Jara                                                         |
|         | ES4250012           | Mina de la nava de Ricomalillo                                                      |
|         | ES4250013           | Rios de la margen izquierda del Tajo y berrocales del Tajo                          |
|         | ES4250014           | Sotos del río Alberche                                                              |
|         | ES4250015           | La Jara                                                                             |
|         | ES4310008           | Estena                                                                              |
|         | ES4310009           | Puerto Peña - los Golondrinos                                                       |
|         | ES4310010           | La Serena                                                                           |
|         | ES4310015           | Río Alcarrache                                                                      |
|         | ES4310017           | Río Aljucén Bajo                                                                    |
|         | ES4310019           | Río Ardila Alto                                                                     |
|         | ES4310020           | Río Ardila Bajo                                                                     |
|         | ES4310022           | Río Gevora Alto                                                                     |
|         | ES4310023           | Río Guadalemar                                                                      |
|         | ES4310024           | Río Guadamez                                                                        |
|         | ES4310027           | Río Guadiana Internacional                                                          |
|         | ES4310028           | Río Matachel                                                                        |
|         | ES4310032           | Rivera de los Limonetes - Nogales                                                   |
|         | ES4310036           | Sierra de Escorial                                                                  |
|         | ES4310040           | Sierra de Moraleja                                                                  |
|         | ES4310042           | Sierra de Siruela                                                                   |
|         | ES4310043           | Sierra de Villares - Balbueno                                                       |
|         | ES4310045           | Valdecigüeñas                                                                       |
|         | ES4310048           | Corredor del Lacara                                                                 |
|         | ES4310049           | Cueva del Valle de Santa Ana                                                        |
|         | ES4310050           | Cuevas de Alconera                                                                  |
|         | ES4310055           | Refugio de Sierra Pascuala                                                          |
|         | ES4310059           | Río Gevora Bajo                                                                     |
|         | ES4310060           | Corredores de Siruela                                                               |
|         | ES4310061           | Laguna temporal de Murtales                                                         |
|         | ES4310062           | Laguna temporal de Tres Arroyos                                                     |
|         | ES4310063           | Río Bembezar                                                                        |
|         | ES4310064           | Río Ortiga                                                                          |
|         | ES4310065           | Río Palomillas                                                                      |
|         | ES4310066           | Sierra de Maria Andres                                                              |
|         | ES4310067           | Sierras de Alor y Monte Longo                                                       |
|         | ES4310069           | Cueva del Agua                                                                      |
|         | ES4310070           | Mina las Marias                                                                     |
|         | ES4310071           | Mina los Castillejos                                                                |
|         | ES4310072           | Mina Mariquita                                                                      |
|         | ES4310073           | Mina los Novilleros                                                                 |
|         | ES4310074           | Arroyos Cabriles y Friegamuñoz                                                      |
|         | ES4310075           | Rivera de Taliga                                                                    |
|         | ES4320001           | Canchos de Ramiro                                                                   |
|         | ES4320002           | Cedillo y Río Tajo Internacional                                                    |
|         | ES4320005           | Dehesas del Ruecas y Cubilar                                                        |
|         | ES4320011           | Las Hurdes                                                                          |
|         | ES4320013           | Granadilla                                                                          |
|         | ES4320016           | Río Aljucen Alto                                                                    |
|         | ES4320018           | Río Almonte                                                                         |
|         | ES4320021           | Río Erjas                                                                           |
|         | ES4320029           | Río Ruecas Alto                                                                     |
|         | ES4320030           | Río Salor                                                                           |
|         | ES4320033           | Rivera de los Molinos y la Torre                                                    |
|         | ES4320035           | Sierra de Cabezas de Aguila                                                         |
|         | ES4320038           | Sierra de Gredos y Valle del Jerte                                                  |
|         | ES4320039           | Sierra de las Villuercas y Valle del Guadarranque                                   |
|         | ES4320046           | Regato Guadalto                                                                     |
|         | ES4320047           | Sierras de Risco Viejo                                                              |
|         | ES4320051           | Mina de la Aurora                                                                   |
|         | ES4320052           | Mina de la Rivera de Acebo                                                          |
|         | ES4320057           | Refugio del Alto de San Blas                                                        |
|         | ES4320060           | Arroyos Barbaon y Calzones                                                          |
|         | ES4320061           | Arroyos Patana y Regueros                                                           |
|         | ES4320062           | Cañada del Venero                                                                   |
|         | ES4320063           | Embalse Arce de Abajo                                                               |
|         | ES2430152           | Q939900                                                                             |
|         | ES0000476 ES5130016 | Valls del Sió-Llobregós                                                             |
|         | ES0000477 ES5130025 | Bellmunt-Almenara                                                                   |
|         | ES0000479 ES5130037 | Secans de Belianes-Preixana                                                         |
|         | ES0000480 ES5130038 | Secans del Segrià i Utxesa                                                          |
|         | ES2110007           | Caicedo Yuso eta Arreoko lakua / Lago de Caicedo Yuso y Arreo                       |
|         | ES2110008           | Ebro ibaia / Río Ebro                                                               |
|         | ES2110009           | Gorbeia                                                                             |
|         | ES2110011           | Zadorraren sistemako urtegiak / Embalses del sistema del Zadorra                    |
|         | ES2110012           | Ihuda ibaia / Río Ihuda (Ayuda)                                                     |
|         | ES2110013           | Arabako lautadako irla-hariztiak / Robledales isla de la llanada alavesa            |
|         | ES2110015           | Gasteizko mendi garaiak / Montes altos de Vitoria                                   |
|         | ES2110016           | Aldaiako mendiak / Montes de Aldaia                                                 |
|         | ES2110017           | Barrundia ibaia / Río Barrundia                                                     |
|         | ES2110018           | Arabako hegoaldeko mendilerroak / Sierras meridionales de Álava                     |
|         | ES2110019           | Izki                                                                                |
|         | ES2110021           | Guardiako aintzirak / Lagunas de Laguardia                                          |
|         | ES2110022           | Entzia                                                                              |
|         | ES2110023           | Arakil ibaia / Río Arakil                                                           |
|         | ES2110024           | Valderejo-Sobrón-Árcenako mendilerroa / Valderejo-Sobrón-Sierra de Árcena           |
|         | ES2120002           | Aizkorri-Aratz                                                                      |
|         | ES2120003           | Izarraitz                                                                           |
|         | ES2120004           | Urolako itsasadarra / Ría del Urola                                                 |
|         | ES2120005           | Oria Garaia / Alto Oria                                                             |
|         | ES2120006           | Pagoeta                                                                             |
|         | ES2120009           | Iñurritza                                                                           |
|         | ES2120010           | Oriako itsasadarra / Ría del Oria                                                   |
|         | ES2120011           | Aralar                                                                              |
|         | ES2120012           | Araxes ibaia / Río Araxes                                                           |
|         | ES2120013           | Leitzaran ibaia / Río Leitzaran                                                     |
|         | ES2120015           | Urumea ibaia / Río Urumea                                                           |
|         | ES2120016           | Aiako harria                                                                        |
|         | ES2120017           | Jaizkibel                                                                           |
|         | ES2130001           | Armañón                                                                             |
|         | ES2130002           | Ordunte                                                                             |
|         | ES2130003           | Barbadungo Itsasadarra / Ría del Barbadun                                           |
|         | ES2130004           | Astondoko haremunak / Dunas de Astondo                                              |
|         | ES2130006           | Urdaibaiko ibai sarea / Red fluvial de Urdaibai                                     |
|         | ES2130007           | Urdaibaiko itsasertzak eta padurak / Zonas litorales y marismas de Urdaibai         |
|         | ES2130008           | Urdaibaiko artadi kantauriarrak / Encinares cantábricos de Urdaibai                 |
|         | ES2130009           | Urkiola                                                                             |
|         | ES2130010           | Lea ibaia / Río Lea                                                                 |
|         | ES2130011           | Artibai ibaia / Río Artibai                                                         |
|         | ES2200009           | Larrondo-Lakartxela                                                                 |
|         | ES2200010           | Artikutza                                                                           |
|         | ES2200012           | Río Salazar                                                                         |
|         | ES2200013           | Río Areta                                                                           |
|         | ES2200014           | Río Bidasoa                                                                         |
|         | ES2200015           | Regata de Orabidea y turbera de Arxuri                                              |
|         | ES2200017           | Señorío de Bértiz                                                                   |
|         | ES2200018           | Belate                                                                              |
|         | ES2200019           | Monte Alduide                                                                       |
|         | ES2200020           | Sierra de Aralar                                                                    |
|         | ES2200021           | Urbasa y Andia                                                                      |
|         | ES2200022           | Sierra de Lokiz                                                                     |
|         | ES2200023           | Río Baztan y Regata Artesiaga                                                       |
|         | ES2200024           | Ríos Ega-Urederra                                                                   |
|         | ES2200025           | Sistema fluvial de los ríos Irati, Urrobi y Erro                                    |
|         | ES2200026           | Sierra de Ugarra                                                                    |
|         | ES2200027           | Ríos Eska y Biniés                                                                  |
|         | ES2200029           | Sierra de Codés                                                                     |
|         | ES2200030           | Tramo medio del río Aragón                                                          |
|         | ES2200031           | Yesos de la Ribera Estellesa                                                        |
|         | ES2200032           | Montes de la Valdorba                                                               |
|         | ES2200033           | Laguna del Juncal                                                                   |
|         | ES2200035           | Tramos Bajos del Aragón y del Arga                                                  |
|         | ES2200037           | Bardenas Reales                                                                     |
|         | ES2200039           | Badina Escudera                                                                     |
|         | ES2200040           | Río Ebro                                                                            |
|         | ES2200041           | Balsa del Pulguer                                                                   |
|         | ES2200042           | Peñadil, Montecillo y Monterrey                                                     |
|         | ES2200043           | Robledales de Ultzama y Basaburua                                                   |
|         | ES2410001           | Los Valles - Sur                                                                    |
|         | ES2410002           | Pico Y Turberas Del Anayet                                                          |
|         | ES2410005           | Guara Norte                                                                         |
|         | ES2410008           | Garganta De Obarra                                                                  |
|         | ES2410016           | Santa María De Ascaso                                                               |
|         | ES2410017           | Río Aragón (Jaca)                                                                   |
|         | ES2410018           | Río Gállego (Ribera De Biescas)                                                     |
|         | ES2410021           | Curso Alto Del Río Aragón                                                           |
|         | ES2410048           | Río Ara                                                                             |
|         | ES2410049           | Río Isábena                                                                         |
|         | ES2410050           | Cuenca Del Río Yesa                                                                 |
|         | ES2410051           | Cuenca Del Río Airés                                                                |
|         | ES2410052           | Alto Valle Del Cinca                                                                |
|         | ES2410053           | Chistau                                                                             |
|         | ES2410056           | Sierra De Chía - Congosto De Seira                                                  |
|         | ES2410057           | Sierras De Los Valles, Aísa Y Borau                                                 |
|         | ES2410058           | Río Veral                                                                           |
|         | ES2410060           | Río Aragón - Canal De Berdún                                                        |
|         | ES0000406           | Colonias de Cernícalo Primilla de Zafra                                             |
|         | ES0000407           | Nacimiento del Río Gevora                                                           |
|         | ES0000408           | Vegas del Ruecas, Cubilar y Moheda Alta                                             |
|         | ES0000409           | Complejo Lagunar Ejido Nuevo                                                        |
|         | ES0000410           | Complejo los Arenales                                                               |
|         | ES0000411           | Charca Dehesa Boyal Navalmoral                                                      |
|         | ES0000412           | Charca la Torre                                                                     |
|         | ES0000413           | Charca Arce de Abajo                                                                |
|         | ES0000415           | Embalse de Alcántara                                                                |
|         | ES0000416           | Embalse de Aldea del Cano                                                           |
|         | ES0000417           | Embalse de Brozas                                                                   |
|         | ES0000418           | Embalse de Talaván                                                                  |
|         | ES0000420           | Embalse de Vegas Altas                                                              |
|         | ES0000421           | Embalse Gabriel y Galán                                                             |
|         | ES0000422           | Colonias de Cernícalo Primilla de la Ciudad Monumental de Cáceres                   |
|         | ES0000423           | Colonias de Cernícalo Primilla de Garrovillas                                       |
|         | ES0000424           | Colonias de Cernícalo Primilla de San Vicente de Alcántara                          |
|         | ES0000425           | Magasca                                                                             |
|         | ES0000426           | Pinares de Garrovillas                                                              |
|         | ES0000427           | Río y Pinares del Tietar                                                            |
|         | ES0000428           | Colonias de Cernícalo Primilla de Casa de la Enjarada                               |
|         | ES0000429           | Colonias de Cernícalo Primilla de Brozas                                            |
|         | ES0000430           | Colonias de Cernícalo Primilla de Alburquerque                                      |
|         | ES0000431           | Colonias de Cernícalo Primilla de Jaraiz de la Vera                                 |
|         | ES0000432           | Colonias de Cernícalo Primilla de Rivera del Fresno                                 |
|         | ES0000433           | Colonias de Cernícalo Primilla de Belvis de Monroy                                  |
|         | ES0000434           | Canchos de Ramiro y Ladronera                                                       |
|         | ES0000435           | Área esteparia de la margen derecha del río Guadarrama                              |
|         | ES0000436           | A Limia                                                                             |
|         | ES0000437 ES1130007 | Pena Trevinca                                                                       |
|         | ES0000438           | Carrizales y sotos del Jarama y Tajo                                                |
|         | ES0000439           | Pla de sa Mola                                                                      |
|         | ES0000440           | Des Teix al Puig de ses Fites                                                       |
|         | ES0000441           | D'Alfabia a Biniarroi                                                               |
|         | ES0000442           | De la serra de l'Esperó al Penyal Alt                                               |
|         | ES0000443           | Sud de Ciutadella                                                                   |
|         | ES0000444           | Serra d'Irta (ZEPA)                                                                 |
|         | ES0000445           | Planiols-Benasques                                                                  |
|         | ES0000446           | Desert de les Palmes (ZEPA)                                                         |
|         | ES0000448           | Hontanar-La Ferriza                                                                 |
|         | ES0000449           | Alto Turia y Sierra del Negrete                                                     |
|         | ES0000450           | Marjal i Estanys d'Almenara                                                         |
|         | ES0000451           | Montdúver-Marjal de la Safor                                                        |
|         | ES0000452           | Meca-Mugrón-San Benito                                                              |
|         | ES0000453           | Muntanyes de la Marina                                                              |
|         | ES0000454           | Montgó-Cap de Sant Antoni                                                           |
|         | ES0000455           | Els Alforins (ZEPA)                                                                 |
|         | ES0000456           | Moratillas-Almela                                                                   |
|         | ES0000457           | Sierra de Salinas (ZEPA)                                                            |
|         | ES0000458           | Maigmó i Serres de la Foia de Castalla (ZEPA)                                       |
|         | ES0000459           | Penyal d'Ifac (ZEPA)                                                                |
|         | ES0000460           | Riu Montnegre                                                                       |
|         | ES0000461           | Serres del Sud d'Alacant                                                            |
|         | ES0000463           | Cabeço d'Or i la Grana                                                              |
|         | ES0000464           | Sierra Escalona y Dehesa de Campoamor                                               |
|         | ES0000465           | L'Alt Maestrat, Tinença de Benifassà, Turmell i Vallivana                           |
|         | ES0000466           | Penyagolosa (ZEPA)                                                                  |
|         | ES0000467           | Prat de Cabanes i Torreblanca (ZEPA)                                                |
|         | ES0000468           | Serra d'Espadà (ZEPA)                                                               |
|         | ES0000469           | Serra Calderona (ZEPA)                                                              |
|         | ES0000470           | Marjal dels Moros (ZEPA)                                                            |
|         | ES0000471           | l'Albufera (ZEPA)                                                                   |
|         | ES0000472           | Hoces del Cabriel (ZEPA)                                                            |
|         | ES0000474           | Serres de Mariola i el Carrascal de la Font Roja (ZEPA)                             |
|         | ES0000481           | Foces de Benasa y Burgui                                                            |
|         | ES0000482           | Arbaiun-Leire                                                                       |
|         | ES0000483           | Ezkaurre-Arrigorrieta                                                               |
|         | ES0000484           | el Fondo d'Elx-Crevillent (ZEPA)                                                    |
|         | ES0000485           | Lagunas de la Mata y Torrevieja (ZEPA)                                              |
|         | ES0000486           | Salines de Santa Pola (ZEPA)                                                        |
|         | ES0000487           | Marjal de Pego-Oliva (ZEPA)                                                         |
|         | ES0000490           | Espacio marino de la Ría de Mundaka-Cabo de Ogoño                                   |
|         | ES0000492           | Espacio marino de los Islotes de Portios-Isla Conejera-Isla de Mouro                |
|         | ES0000494           | Espacio marino de Cabo Peñas                                                        |
|         | ES0000495           | Espacio marino de Punta de Candelaria-Ría de Ortigueira-Estaca de Bares             |
|         | ES0000496           | Espacio marino de la Costa de Ferrolterra-Valdoviño                                 |
|         | ES0000497           | Espacio marino de la Costa da Morte                                                 |
|         | ES0000498           | ZEPA Banco de Galicia                                                               |
|         | ES0000499           | Espacio marino de las Rías Baixas de Galicia                                        |
|         | ES0000500           | Golfo de Cádiz                                                                      |
|         | ES0000501           | Espacio marino del Tinto y del Odiel                                                |
|         | ES0000502           | Espacio marino de la Bahía de Cádiz                                                 |
|         | ES0000504           | Bahía de Málaga-Cerro Gordo                                                         |
|         | ES0000507           | Espacio marino de los Islotes Litorales de Murcia y Almería                         |
|         | ES0000508           | Espacio marino de Tabarca-Cabo de Palos                                             |
|         | ES0000510           | Plataforma-talud marinos del Cabo de la Nao                                         |
|         | ES0000512           | Espacio marino del Delta de l'Ebre-Illes Columbretes                                |
|         | ES0000513           | Espacio marino del Baix Llobregat-Garraf                                            |
|         | ES0000514           | Espacio marino de l'Empordà                                                         |
|         | ES0000515           | Espacio marino de Formentera y del sur de Ibiza                                     |
|         | ES0000516           | Espacio marino del poniente y norte de Ibiza                                        |
|         | ES0000517           | Espacio marino del levante de Ibiza                                                 |
|         | ES0000518           | Espacio marino del sur de Mallorca y Cabrera                                        |
|         | ES0000519           | Espacio marino del poniente de Mallorca                                             |
|         | ES0000520           | Espacio marino del norte de Mallorca                                                |
|         | ES0000521           | Espacio marino del norte y oeste de Menorca                                         |
|         | ES5310065           | Cova des Drac de cala Santanyí                                                      |
|         | ES5310066           | Cova des Rafal des Porcs                                                            |
|         | ES5310067           | Cova dels Estudiants                                                                |
|         | ES5310068           | Cap Negre                                                                           |
|         | ES5310069           | Cala d'Algairens                                                                    |
|         | ES5310070           | Punta Redona - Arenal d'en Castell                                                  |
|         | ES5310071           | Cala en Brut                                                                        |
|         | ES5310072           | Caleta de Binillautí                                                                |
|         | ES5310073           | Àrea marina Punta Prima - Illa de l'Aire                                            |
|         | ES5310074           | De cala Llucalari a Cales Coves                                                     |
|         | ES5310075           | Arenal de Son Saura                                                                 |
|         | ES5310076           | Serral d'en Salat                                                                   |
|         | ES5310077           | Es Rajolí                                                                           |
|         | ES5310078           | De Cala de Ses Ortigues a cala Estellencs                                           |
|         | ES5310079           | Puig de na Bauçà                                                                    |
|         | ES5310080           | Puigpunyent                                                                         |
|         | ES5310081           | Port des Canonge                                                                    |
|         | ES5310082           | S'Estaca - Punta de Deià                                                            |
|         | ES5310083           | Es Boixos                                                                           |
|         | ES5310084           | Torre Picada                                                                        |
|         | ES5310085           | Moncaire                                                                            |
|         | ES5310086           | Monnàber                                                                            |
|         | ES5310087           | Bàlitx                                                                              |
|         | ES5310088           | Gorg Blau                                                                           |
|         | ES5310089           | Biniarroi                                                                           |
|         | ES5310090           | Puig d'Alaró - Puig de s'Alcadena                                                   |
|         | ES5310092           | Muntanyes de Pollença                                                               |
|         | ES5310093           | Formentor                                                                           |
|         | ES5310094           | Cala Figuera                                                                        |
|         | ES5310095           | Can Picafort                                                                        |
|         | ES5310096           | Punta de n'Amer                                                                     |
|         | ES5310097           | Àrea marina Costa de Llevant                                                        |
|         | ES5310098           | Cales de Manacor                                                                    |
|         | ES5310099           | Portocolom                                                                          |
|         | ES5310100           | Punta des Ras                                                                       |
|         | ES5310101           | Randa                                                                               |
|         | ES5310103           | Àrea marina Cap de cala Figuera                                                     |
|         | ES5310104           | Costa de l'Oest d'Eivissa                                                           |
|         | ES5310105           | Es Amunts d'Eivissa                                                                 |
|         | ES5310106           | Àrea marina de ses Margalides                                                       |
|         | ES5310107           | Àrea marina de Tagomago                                                             |
|         | ES5310108           | Área marina del cap Martinet                                                        |
|         | ES5310109           | Àrea marina de cala Saona                                                           |
|         | ES5310110           | Àrea marina Platja de Tramuntana                                                    |
|         | ES5310111           | Àrea marina Platja de Migjorn                                                       |
|         | ES5310112           | Nord de Sant Joan                                                                   |
|         | ES5310114           | Binigafull                                                                          |
|         | ES5310115           | Es Molinet                                                                          |
|         | ES5310116           | Biniatrum                                                                           |
|         | ES5310117           | Ses Pallisses                                                                       |
|         | ES5310118           | Torre Llafuda                                                                       |
|         | ES5310119           | Penyes d'Egipte                                                                     |
|         | ES5310120           | Es Clot des Guix                                                                    |
|         | ES5310121           | Binigurdó                                                                           |
|         | ES5310122           | Mal Lloc                                                                            |
|         | ES5310123           | Bassa de Formentera                                                                 |
|         | ES5310124           | Bassa de Sant Francesc                                                              |
|         | ES5310125           | Albufera de Mallorca                                                                |
|         | ES5310126           | Puig Malet i Santa Eularieta                                                        |
|         | ES5310127           | Costa Brava de Tramuntana                                                           |
|         | ES5310128           | Cap Enderrocat i cap Blanc                                                          |
|         | ES6170036           | Fondos Marinos de La Bahía de Estepona                                              |
|         | ES6200001           | Calblanque, Monte de las Cenizas y Peña del Águila                                  |
|         | ES6200002           | Carrascoy y El Valle                                                                |
|         | ES6200003           | Sierra de La Pila                                                                   |
|         | ES6200004           | Sierras y Vega Alta del Segura y Ríos Alhárabe y Moratalla                          |
|         | ES6200006           | Espacios Abiertos e Islas del Mar Menor                                             |
|         | ES6200007           | Islas e Islotes del Litoral Mediterráneo                                            |
|         | ES6200009           | Sierra de El Carche                                                                 |
|         | ES6200011           | Sierra de las Moreras                                                               |
|         | ES6200012           | Calnegre                                                                            |
|         | ES6200013           | Cabezo Gordo                                                                        |
|         | ES6200015           | La Muela y Cabo Tiñoso                                                              |
|         | ES6200016           | Revolcadores                                                                        |
|         | ES6200017           | Sierra de Villafuerte                                                               |
|         | ES6200018           | Sierra de la Muela                                                                  |
|         | ES6200019           | Sierra del Gavilán                                                                  |
|         | ES6200020           | Casa Alta-Salinas                                                                   |
|         | ES6200021           | Sierra de Lavia                                                                     |
|         | ES6200022           | Sierra del Gigante                                                                  |
|         | ES6200023           | Sierra de la Tercia                                                                 |
|         | ES6200024           | Cabezo de Roldán                                                                    |
|         | ES6200026           | Sierra de Ricote-La Navela                                                          |
|         | ES6200027           | Sierra de Abanilla                                                                  |
|         | ES6200028           | Río Chícamo                                                                         |
|         | ES6200029           | Franja Litoral Sumergida de la Región de Murcia                                     |
|         | ES6200031           | Cabo Cope                                                                           |
|         | ES6200032           | Minas de la Celia                                                                   |
|         | ES6200033           | Cueva de las Yeseras                                                                |
|         | ES6200034           | Lomas del Buitre y Río Luchena                                                      |
|         | ES6200035           | Sierra de Almenara                                                                  |
|         | ES6200036           | Sierra del Buey                                                                     |
|         | ES6200037           | Sierra del Serral                                                                   |
|         | ES6200038           | Cuerda de la Serrata                                                                |
|         | ES6200039           | Cabezo de la Jara y Rambla de Nogalte                                               |
|         | ES6200040           | Cabezos del Pericón                                                                 |
|         | ES6200041           | Rambla de la Rogativa                                                               |
|         | ES6200042           | Yesos de Ulea                                                                       |
|         | ES6200043           | Río Quípar                                                                          |
|         | ES6200044           | Sierra de los Victorias                                                             |
|         | ES2410067           | La Guarguera                                                                        |
|         | ES2410069           | Sierra De Esdolomada Y Morrones De Güel                                             |
|         | ES2410070           | Sierra Del Castillo De Laguarres                                                    |
|         | ES2410071           | Congosto De Olvena                                                                  |
|         | ES2410074           | Yesos De Barbastro                                                                  |
|         | ES2410075           | Basal De Ballobar Y Balsalet De Don Juan                                            |
|         | ES2410084           | Liberola - Serreta Negra                                                            |
|         | ES2410150           | Cueva De Los Moros                                                                  |
|         | ES2410155           | Turberas De Acumuer                                                                 |
|         | ES2420038           | Castelfrío - Mas De Tarín                                                           |
|         | ES2420092           | Barranco De Valdemesón - Azaila                                                     |
|         | ES2420093           | Salada De Azaila                                                                    |
|         | ES2420099           | Sierra De Vizcuerno                                                                 |
|         | ES2420111           | Montes De La Cuenca De Gallocanta                                                   |
|         | ES2420112           | Las Planetas - Claverías                                                            |
|         | ES2420115           | Salada De Calanda                                                                   |
|         | ES2420116           | Río Mezquín Y Oscuros                                                               |
|         | ES2420120           | Sierra De Fonfría                                                                   |
|         | ES2420121           | Yesos De Barrachina Y Cutanda                                                       |
|         | ES2420122           | Sabinar De El Villarejo                                                             |
|         | ES2420123           | Sierra Palomera                                                                     |
|         | ES2420124           | Muelas Y Estrechos Del Río Guadalope                                                |
|         | ES2420125           | Rambla De Las Truchas                                                               |
|         | ES2420128           | Estrechos Del Río Mijares                                                           |
|         | ES2420129           | Sierra De Javalambre Ii                                                             |
|         | ES2420131           | Los Yesares Y Laguna De Tortajada                                                   |
|         | ES2420132           | Altos De Marimezquita, Los Pinarejos Y Muela De Cascante                            |
|         | ES2420133           | Loma De Centellas                                                                   |
|         | ES2420134           | Sabinar De San Blas                                                                 |
|         | ES2420135           | Cuenca Del Ebrón                                                                    |
|         | ES2420136           | Sabinares De Saldón Y Valdecuenca                                                   |
|         | ES2420137           | Los Cuadrejones - Dehesa Del Saladar                                                |
|         | ES2420138           | Valdecabriel - Las Tejeras                                                          |
|         | ES2420140           | Estrechos Del Guadalaviar                                                           |
|         | ES2420142           | Sabinar De Monterde De Albarracín                                                   |
|         | ES2420145           | Cueva De Baticambras                                                                |
|         | ES2420146           | Cueva De La Solana                                                                  |
|         | ES2420147           | Cueva De La Humera                                                                  |
|         | ES2420148           | Cueva Del Recuenco                                                                  |
|         | ES2420149           | Sima Del Polo                                                                       |
|         | ES2430007           | Foz De Salvatierra                                                                  |
|         | ES2430032           | El Planerón                                                                         |
|         | ES2430033           | Efesa De La Villa                                                                   |
|         | ES2430035           | Sierra De Santa Cruz - Puerto De Used                                               |
|         | ES2430063           | Río Onsella                                                                         |
|         | ES2430077           | Bajo Gállego                                                                        |
|         | ES2430079           | Loma Negra                                                                          |
|         | ES2430081           | Sotos Y Mejanas Del Ebro                                                            |
|         | ES2430083           | Montes De Alfajarín - Saso De Osera                                                 |
|         | ES2430085           | Laguna De Plantados Y Laguna De Agón                                                |
|         | ES2430086           | Monte Alto Y Siete Cabezos                                                          |
|         | ES2430087           | Maderuela                                                                           |
|         | ES2430090           | Dehesa De Rueda Y Montolar                                                          |
|         | ES2430091           | Planas Y Estepas De La Margen Derecha Del Ebro                                      |
|         | ES2430097           | Río Matarranya                                                                      |
|         | ES2430098           | Cueva Honda                                                                         |
|         | ES2430101           | Muelas Del Jiloca: El Campo Y La Torreta                                            |
|         | ES2430106           | Los Romerales - Cerropozuelo                                                        |
|         | ES2430108           | Balsa Grande Y Balsa Pequeña                                                        |
|         | ES2430110           | Alto Huerva - Sierra De Herrera                                                     |
|         | ES2430127           | Sima Del Árbol                                                                      |
|         | ES2430143           | Cueva Del Mármol                                                                    |
|         | ES2430144           | Cueva Del Sudor                                                                     |
|         | ES2430151           | Cueva Del Muerto                                                                    |
|         | ES2430153           | La Lomaza De Belchite                                                               |
|         | ES3110003           | Cuenca del río Guadalix                                                             |
|         | ES3110005           | Cuenca del río Guadarrama                                                           |
|         | ES4110020           | Pinar de Hoyocasero                                                                 |
|         | ES4110078           | Riberas del Río Alberche y afluentes                                                |
|         | ES4110086           | Encinares de la Sierra de Ávila - ZEPA                                              |
|         | ES4110097           | Campo Azálvaro - Pinares de Peguerinos                                              |
|         | ES4110103           | Encinares de los ríos Adaja y Voltoya                                               |
|         | ES4110114           | Pinares del Bajo Alberche                                                           |
|         | ES4120031           | Sabinares del Arlanza - ZEPA                                                        |
|         | ES4120036           | Hoces del Alto Ebro y Rudrón - ZEPA                                                 |
|         | ES4120049           | Bosques del Valle de Mena                                                           |
|         | ES4120051           | Riberas del Zadorra                                                                 |
|         | ES4120052           | Riberas del Ayuda                                                                   |
|         | ES4120059           | Riberas del Río Ebro y afluentes                                                    |
|         | ES4120066           | Riberas del Río Nela y afluentes                                                    |
|         | ES4120068           | Riberas del Río Riaza                                                               |
|         | ES4120071           | Riberas del Río Arlanza y afluentes                                                 |
|         | ES4120072           | Riberas del Río Arlanzón y afluentes                                                |
|         | ES4120073           | Riberas del Río Oca y afluentes                                                     |
|         | ES4120075           | Riberas del Río Tirón y afluentes                                                   |
|         | ES4120088           | Montes de Valnera                                                                   |
|         | ES4120089           | Hoces del Alto Ebro y Rudrón                                                        |
|         | ES4120090           | Embalse del Ebro - Monte Hijedo                                                     |
|         | ES4120091           | Sabinares del Arlanza                                                               |
|         | ES4120093           | Humada-Peña Amaya                                                                   |
|         | ES4120094           | Sierra de la Tesla-Valdivielso                                                      |
|         | ES4120095           | Montes de Miranda de Ebro y Ameyugo                                                 |
|         | ES4130003           | Picos de Europa en Castilla y León                                                  |
|         | ES4130010           | Sierra de los Ancares                                                               |
|         | ES4130022           | Montes Aquilanos                                                                    |
|         | ES4130024           | Sierra de la Cabrera - ZEPA                                                         |
|         | ES4130035           | Valle de San Emiliano                                                               |
|         | ES4130037           | Hoces de Vegacervera                                                                |
|         | ES4130038           | Sierra de la Encina de la Lastra                                                    |
|         | ES4130050           | Montaña Central de León                                                             |
|         | ES7020030           | Majona                                                                              |
|         | ES7010031           | Islote de Lobos                                                                     |
|         | ES6200045           | Ríos Mula y Pliego                                                                  |
|         | ES6200046           | Sierra de Enmedio                                                                   |
|         | ES6200047           | Sierra de la Torrecilla                                                             |
|         | ES6200048           | Valles submarinos del Escarpe de Mazarrón                                           |
|         | ES6320002           | Barranco del Nano                                                                   |
|         | ES7010002           | Barranco Oscuro                                                                     |
|         | ES7010003           | El Brezal                                                                           |
|         | ES7010004           | Azuaje                                                                              |
|         | ES7010005           | Los Tilos de Moya                                                                   |
|         | ES7010007           | Las Dunas de Maspalomas                                                             |
|         | ES7010010           | Pilancones                                                                          |
|         | ES7010011           | Amagro                                                                              |
|         | ES7010012           | Bandama                                                                             |
|         | ES7010016           | Área marina de La Isleta                                                            |
|         | ES7010017           | Franja marina de Mogán                                                              |
|         | ES7010018           | Riscos de Tirajana                                                                  |
|         | ES7010019           | Roque de Nublo                                                                      |
|         | ES7010020           | Sebadales de La Graciosa                                                            |
|         | ES7010021           | Sebadales de Guasimeta                                                              |
|         | ES7010022           | Sebadales de Corralejo                                                              |
|         | ES7010023           | Malpaís de la Arena                                                                 |
|         | ES7010024           | Vega de Río Palmas                                                                  |
|         | ES7010025           | Fataga                                                                              |
|         | ES7010027           | Jinámar                                                                             |
|         | ES7010028           | Tufia                                                                               |
|         | ES7010032           | Corralejo                                                                           |
|         | ES7010034           | Montaña Cardón                                                                      |
|         | ES7010035           | Playa de Sotavento de Jandía                                                        |
|         | ES7010036           | Punta del Mármol                                                                    |
|         | ES7010037           | Bahía del Confital                                                                  |
|         | ES7010038           | Barranco de La Virgen                                                               |
|         | ES7010039           | El Nublo II                                                                         |
|         | ES7010040           | Hoya del Gamonal                                                                    |
|         | ES7010041           | Barranco de Guayadeque                                                              |
|         | ES7010042           | La Playa del Matorral                                                               |
|         | ES7010044           | Los Islotes                                                                         |
|         | ES7010045           | Archipiélago Chinijo                                                                |
|         | ES7010046           | Los Volcanes                                                                        |
|         | ES7010047           | La Corona                                                                           |
|         | ES7010048           | Bahía de Gando                                                                      |
|         | ES7010049           | Arinaga                                                                             |
|         | ES7010052           | Punta de la Sal                                                                     |
|         | ES7010053           | Playa del Cabrón                                                                    |
|         | ES7010054           | Los Jameos                                                                          |
|         | ES7010055           | Amurga                                                                              |
|         | ES7010056           | Sebadales de Playa del Inglés                                                       |
|         | ES7010063           | Nublo                                                                               |
|         | ES7010064           | Ancones-Sice                                                                        |
|         | ES7010065           | Malpaís del Cuchillo                                                                |
|         | ES7010066           | Costa de Sardina del Norte                                                          |
|         | ES7011001           | Los Risquetes                                                                       |
|         | ES7011002           | Cagafrecho                                                                          |
|         | ES7011003           | Pino Santo                                                                          |
|         | ES7011004           | Macizo de Tauro II                                                                  |
|         | ES7011005           | Sebadales de Güigüí                                                                 |
|         | ES7020001           | Mencáfete                                                                           |
|         | ES7020002           | Roques de Salmor                                                                    |
|         | ES7020003           | Tibataje                                                                            |
|         | ES7020004           | Risco de Las Playas                                                                 |
|         | ES7020006           | Timijiraque                                                                         |
|         | ES7020008           | Pinar de Garafía                                                                    |
|         | ES7020009           | Guelguén                                                                            |
|         | ES7020010           | Las Nieves                                                                          |
|         | ES7020012           | Montaña de Azufre                                                                   |
|         | ES7020014           | Risco de la Concepción                                                              |
|         | ES7020015           | Costa de Hiscaguán                                                                  |
|         | ES7020016           | Barranco del Jorado                                                                 |
|         | ES7020018           | Malpaís de Las Manchas y cueva de Las Palomas                                       |
|         | ES7020020           | Tablado                                                                             |
|         | ES7020021           | Barranco de las Angustias                                                           |
|         | ES7020022           | Tamanca                                                                             |
|         | ES7020024           | Juan Mayor                                                                          |
|         | ES7020025           | Barranco del Agua                                                                   |
|         | ES7020026           | La Caldereta                                                                        |
|         | ES7020028           | Benchijigua                                                                         |
|         | ES7020029           | Puntallana                                                                          |
|         | ES7020032           | Roque Cano                                                                          |
|         | ES7020033           | Roque Blanco                                                                        |
|         | ES7020035           | Barranco del Cabrito                                                                |
|         | ES7020037           | Lomo del Carretón                                                                   |
|         | ES7020039           | Orone                                                                               |
|         | ES7020041           | Charco del Conde                                                                    |
|         | ES7020042           | Charco de Cieno                                                                     |
|         | ES7020043           | Parque Nacional del Teide                                                           |
|         | ES7020044           | Ijuana                                                                              |
|         | ES7020045           | Pijaral                                                                             |
|         | ES7020046           | Los Roques de Anaga                                                                 |
|         | ES7020047           | Pinoleris                                                                           |
|         | ES7020048           | Malpaís de Güímar                                                                   |
|         | ES7020049           | Montaña Roja                                                                        |
|         | ES7020050           | Malpaís de la Rasca                                                                 |
|         | ES7020051           | Barranco del Infierno                                                               |
|         | ES7020052           | Chinyero                                                                            |
|         | ES7020053           | Las Palomas                                                                         |
|         | ES7020054           | Corona Forestal                                                                     |
|         | ES7020055           | Barranco de Fasnia y Güímar                                                         |
|         | ES7020056           | Montaña Centinela                                                                   |
|         | ES7020058           | Montañas de Ifara y Los Riscos                                                      |
|         | ES5120001           | Alta Garrotxa - Massís de les Salines                                               |
|         | ES4320064           | Embalse de Lancho                                                                   |
|         | ES4320065           | Embalse de Petit I                                                                  |
|         | ES4320066           | Laguna temporal de Corrales                                                         |
|         | ES4320067           | Laguna temporal de Valdehornos                                                      |
|         | ES4320068           | Márgenes de Valdecañas                                                              |
|         | ES4320069           | Río Esperaban                                                                       |
|         | ES4320070           | Río Guadalupejo                                                                     |
|         | ES4320071           | Ríos Alagon y Jerte                                                                 |
|         | ES4320072           | Ríos Arrago y Tralgas                                                               |
|         | ES4320073           | Rivera de Aurela                                                                    |
|         | ES4320074           | Rivera de Membrio                                                                   |
|         | ES4320075           | Riveras de Carbajo y Calatrucha                                                     |
|         | ES4320076           | Riveras de Gata y Acebo                                                             |
|         | ES4320077           | Monfragüe                                                                           |
|         | ES4320078           | Monasterio de Yuste                                                                 |
|         | ES4320079           | Mina la Paloma                                                                      |
|         | ES4320080           | Tunel de Cañamero                                                                   |
|         | ES5110004           | Serra de Catllaràs                                                                  |
|         | ES5110005           | Sistema Transversal català                                                          |
|         | ES5110007           | Riu i Estanys de Tordera                                                            |
|         | ES5110008           | Gallifa-Cingles de Bertí                                                            |
|         | ES5110009           | Riera de Merlès                                                                     |
|         | ES5110011           | Serres del Litoral Septentrional                                                    |
|         | ES5110012           | Montserrat-Roques Blanques-riu Llobregat                                            |
|         | ES5110013           | Serres del Litoral central                                                          |
|         | ES5110014           | Serra de Castelltallat                                                              |
|         | ES5110016           | Riera de Sorreigs                                                                   |
|         | ES5110018           | Valls de l'Anoia                                                                    |
|         | ES5110019           | Carbassí                                                                            |
|         | ES5110021           | Riera de la Goda                                                                    |
|         | ES5110023           | Riera de Clariana                                                                   |
|         | ES5110024           | Serra de Collserola                                                                 |
|         | ES5110025           | Riu Congost                                                                         |
|         | ES5120002           | Capçaleres del Ter i del Freser                                                     |
|         | ES5120003           | Serra Cavallera                                                                     |
|         | ES5120004           | Zona Volcànica de la Garrotxa                                                       |
|         | ES5120005           | Riu Llobregat d'Empordà                                                             |
|         | ES5120008           | Estany de Banyoles                                                                  |
|         | ES5120009           | Basses de l'Albera                                                                  |
|         | ES5120010           | Les Gavarres                                                                        |
|         | ES5120011           | Riberes del Baix Ter                                                                |
|         | ES5120012           | Les Guilleries                                                                      |
|         | ES5120013           | Massís de les Cadiretes                                                             |
|         | ES5120014           | L'Albera                                                                            |
|         | ES5120015           | Litoral del Baix Empordà                                                            |
|         | ES5120016           | El Montgrí- Les Medes - El Baix Ter                                                 |
|         | ES5120017           | Estany de Sils-Riera de Santa Coloma                                                |
|         | ES5120018           | Muntanyes de Rocacorba-Puig de la Banya del Boc                                     |
|         | ES5120019           | Riberes de l'Alt Ter                                                                |
|         | ES5120020           | Riu Llémena                                                                         |
|         | ES5120023           | Rieres de Xuclà i Riudelleques                                                      |
|         | ES5120024           | Montgrony                                                                           |
|         | ES5120025           | Garriga d'Empordà                                                                   |
|         | ES5120026           | Tossa Plana de Lles-Puigpedrós                                                      |
|         | ES5120027           | Rasos de Tubau                                                                      |
|         | ES5120028           | Vall del Rigart                                                                     |
|         | ES5120029           | Riu Brugent                                                                         |
|         | ES5130001           | Els Bessons                                                                         |
|         | ES5130002           | Riu Verneda                                                                         |
|         | ES5130004           | Baish Aran                                                                          |
|         | ES5130005           | Era Artiga de Lin - Eth Portilhon                                                   |
|         | ES5130007           | Riberes de l'Alt Segre                                                              |
|         | ES5130008           | Serra d'Aubenç i Roc de Cogul                                                       |
|         | ES5130009           | Serra de Turp i Mora Condal-Valldan                                                 |
|         | ES5130010           | Serra de Boumort-Collegats                                                          |
|         | ES5130011           | Riu de la Llosa                                                                     |
|         | ES5130012           | Vall Alta de Serradell-Serra de Sant Gervàs                                         |
|         | ES5130013           | Aiguabarreig Segre-Cinca                                                            |
|         | ES5130014           | Aiguabarreig Segre-Noguera Pallaresa                                                |
|         | ES5130015           | Serres del Montsec, Sant Mamet i Mitjana                                            |
|         | ES5130017           | Basses de Sucs i Alcarràs                                                           |
|         | ES5130018           | Estany d'Ivars- Vilasana                                                            |
|         | ES5130020           | Aiguabarreig Segre-Noguera Ribagorçana                                              |
|         | ES5130021           | Secans de la Noguera                                                                |
|         | ES5130022           | La Torrassa                                                                         |
|         | ES5130023           | Beneïdor                                                                            |
|         | ES5130024           | La Faiada de Malpàs i Cambatiri                                                     |
|         | ES5130026           | Serra de Prada-Castellàs                                                            |
|         | ES5130027           | Obagues de la riera de Madrona                                                      |
|         | ES5130028           | Ribera Salada                                                                       |
|         | ES5130029           | Serres de Queralt i Els Tossals-Aigua d'Ora                                         |
|         | ES5130030           | Estanys de Basturs                                                                  |
|         | ES5130032           | Vessants de la Noguera Ribagorçana                                                  |
|         | ES5130034           | Riu Garona                                                                          |
|         | ES5130035           | Plans de la Unilla                                                                  |
|         | ES5130039           | Vall de Vinaixa                                                                     |
|         | ES5140001           | Litoral meridional tarragoní                                                        |
|         | ES5140002           | Serra de Godall                                                                     |
|         | ES5140003           | Ribera de l'Algars                                                                  |
|         | ES5140004           | Sèquia Major                                                                        |
|         | ES5140005           | Serra de Montsià                                                                    |
|         | ES5140006           | Serres de Cardó- El Boix                                                            |
|         | ES5140008           | Muntanyes de Prades                                                                 |
|         | ES5140009           | Tivissa-Vandellòs-Llaberia                                                          |
|         | ES5140010           | Riberes i Illes de l'Ebre                                                           |
|         | ES5140011           | Sistema Prelitoral meridional                                                       |
|         | ES5140012           | Tossals d'Almatret i Riba Roja                                                      |
|         | ES5140014           | Massís de Bonastre                                                                  |
|         | ES5140015           | Riu Siurana i planes del Priorat                                                    |
|         | ES0000522           | Espacio marino del sureste de Menorca                                               |
|         | ES0000523           | Espacio marino de la zona occidental de El Hierro                                   |
|         | ES0000524           | Espacio marino de los Roques de Salmor                                              |
|         | ES0000525           | Espacio marino del norte de La Palma                                                |
|         | ES0000526           | Espacio marino de La Gomera-Teno                                                    |
|         | ES0000527           | Espacio marino de los Acantilados de Santo Domingo y Roque de Garachico             |
|         | ES0000528           | Espacio marino del Roque de la Playa                                                |
|         | ES0000529           | Espacio marino de Anaga                                                             |
|         | ES0000530           | Espacio marino de Mogán-La Aldea                                                    |
|         | ES0000531           | Espacio marino de La Bocayna                                                        |
|         | ES0000532           | Espacio marino de los Islotes de Lanzarote                                          |
|         | ES0000533           | Colonias de Cernícalo Primilla de Jerez de los Caballeros                           |
|         | ES0000534           | Colonias de Cernícalo Primilla y El Cachón de Plasencia                             |
|         | ES0000535           | ZEPA Banco de la Concepción                                                         |
|         | ES0000536           | Lagunas de las Moreras                                                              |
|         | ES0000537           | Lagunas de Campotejar                                                               |
|         | ES0000538           | ZEPA Espacio marino de Ifac                                                         |
|         | ES0000539           | Montes De Alfajarín Y Saso De Osera                                                 |
|         | ES0000540           | Costa nord-oest de Mallorca                                                         |
|         | ES0000541           | Maristany                                                                           |
|         | ES0000542           | Pla de Vilafranca                                                                   |
|         | ES0000543           | Pla des Blanquer                                                                    |
|         | ES0000544           | Son Real                                                                            |
|         | ES0000545           | Massís de Randa                                                                     |
|         | ES0000546           | Sa Costera-Es Binis                                                                 |
|         | ES0000547           | Illa d'en Calders                                                                   |
|         | ES0000548           | Illeta de Cala Salada                                                               |
|         | ES0000549           | Punta Prima                                                                         |
|         | ES0000550           | Colonias de cernícalo primilla en iglesias de Almodovar del Campo y Tierteafuea     |
|         | ES0000551           | Cumbre de Gran Canaria                                                              |
|         | ES0000552           | Norte de Gran Canaria                                                               |
|         | ES0000553           | Hoces De Río Piedra                                                                 |
|         | ES1110005           | Costa da Morte                                                                      |
|         | ES1110007           | Betanzos - Mandeo                                                                   |
|         | ES1110015           | Río Anllóns                                                                         |
|         | ES1120002           | Río Eo                                                                              |
|         | ES1120003           | Parga - Ladra - Támoga                                                              |
|         | ES1120006           | Carballido                                                                          |
|         | ES1120007           | Cruzul - Agüeira                                                                    |
|         | ES1120009           | Monte Maior                                                                         |
|         | ES1120010           | Negueira                                                                            |
|         | ES1120011           | Ría de Foz - Masma                                                                  |
|         | ES1120012           | Río Landro                                                                          |
|         | ES1120015           | Serra do Xistral                                                                    |
|         | ES1120016           | Río Cabe                                                                            |
|         | ES1130001           | Baixa Limia                                                                         |
|         | ES1130003           | Bidueiral de Montederramo                                                           |
|         | ES1130004           | Pena Veidosa                                                                        |
|         | ES1130006           | Veiga de Ponteliñares                                                               |
|         | ES1140001           | Sistema fluvial Ulla - Deza                                                         |
|         | ES1140002           | Río Lérez                                                                           |
|         | ES1140004           | Complexo Ons - O Grove                                                              |
|         | ES1140006           | Río Tea                                                                             |
|         | ES1140008           | Brañas de Xestoso                                                                   |
|         | ES1140014           | Serra do Cando                                                                      |
|         | ES1140015           | Sobreirais do Arnego                                                                |
|         | ES1200001           | Picos de Europa (Asturias)                                                          |
|         | ES1200006           | Ría de Villaviciosa                                                                 |
|         | ES1200009           | Ponga-Amieva                                                                        |
|         | ES1200010           | Montovo-La Mesa                                                                     |
|         | ES1200011           | Peña Ubiña                                                                          |
|         | ES1200014           | Sierra de los Lagos                                                                 |
|         | ES1200016           | Ría del Eo                                                                          |
|         | ES1200022           | Playa de Vega                                                                       |
|         | ES1200023           | Río Eo (Asturias)                                                                   |
|         | ES1200024           | Río Porcía                                                                          |
|         | ES1200025           | Río Navia                                                                           |
|         | ES1200026           | Río Negro                                                                           |
|         | ES1200027           | Río Esva                                                                            |
|         | ES1200028           | Río Esqueiro                                                                        |
|         | ES1200029           | Río Nalón                                                                           |
|         | ES1200030           | Río Narcea                                                                          |
|         | ES1200031           | Río Pigüeña                                                                         |
|         | ES1200032           | Río Sella                                                                           |
|         | ES1200033           | Río Las Cabras-Bedón                                                                |
|         | ES1200034           | Río Purón                                                                           |
|         | ES1200035           | Río Cares-Deva                                                                      |
|         | ES1200036           | Alcornocales del Navia                                                              |
|         | ES1200037           | Aller-Lena                                                                          |
|         | ES1200039           | Cuencas Mineras                                                                     |
|         | ES1200040           | Meandros del Nora                                                                   |
|         | ES1200041           | Peña Manteca-Genestaza                                                              |
|         | ES1200044           | Turbera de la Molina                                                                |
|         | ES1200046           | Valgrande                                                                           |
|         | ES1200048           | Alto Navia                                                                          |
|         | ES1200049           | Cuenca del Agüeira                                                                  |
|         | ES1200050           | Cuenca del Alto Narcea                                                              |
|         | ES1200051           | Río Ibias                                                                           |
|         | ES1200052           | Río Trubia                                                                          |
|         | ES1200053           | Río del Oro                                                                         |
|         | ES1200054           | Ríos Negro y Aller                                                                  |
|         | ES1300006           | Costa central y Ría de Ajo                                                          |
|         | ES1300017           | Cueva La Rogería                                                                    |
|         | ES1300019           | Cueva del Rejo                                                                      |
|         | ES2110003           | Urkabustaizko irla-hariztiak / Robledales isla de Urkabustaiz                       |
|         | ES2110006           | Baia ibaia / Río Baia                                                               |
|         | ES4130065           | Riberas del Río Órbigo y afluentes                                                  |
|         | ES4130076           | Riberas del Río Sil y afluentes                                                     |
|         | ES4130079           | Riberas del Río Esla y afluentes                                                    |
|         | ES4130117           | Montes Aquilanos y Sierra de Teleno                                                 |
|         | ES4130137           | Rebollares del Cea                                                                  |
|         | ES4130145           | Lagunas de los Oteros                                                               |
|         | ES4130149           | Omaña                                                                               |
|         | ES4140027           | Covalagua                                                                           |
|         | ES4140053           | Montes del Cerrato                                                                  |
|         | ES4140077           | Riberas del Río Carrión y afluentes                                                 |
|         | ES4140080           | Canal de Castilla                                                                   |
|         | ES4140082           | Riberas del Río Pisuerga y afluentes                                                |
|         | ES4140129           | Montes Torozos y Páramos de Torquemada-Astudillo                                    |
|         | ES4140136           | Laguna de La Nava                                                                   |
|         | ES4150005           | Las Batuecas-Sierra de Francia -ZEPA                                                |
|         | ES4150006           | Candelario - ZEPA                                                                   |
|         | ES4150032           | El Rebollar                                                                         |
|         | ES4150039           | Quilamas - ZEPA                                                                     |
|         | ES4150064           | Riberas de los Ríos Huebra, Yeltes, Uces y afluentes                                |
|         | ES4150085           | Riberas del Río Tormes y afluentes                                                  |
|         | ES4150087           | Río Águeda                                                                          |
|         | ES4150098           | Campo de Argañán                                                                    |
|         | ES4150100           | Campo de Azaba                                                                      |
|         | ES4150101           | Candelario                                                                          |
|         | ES4150108           | Quilamas                                                                            |
|         | ES4150121           | Riberas del Río Alagón y afluentes                                                  |
|         | ES4150125           | Riberas del Río Agadón                                                              |
|         | ES4150126           | Valle del Cuerpo de Hombre                                                          |
|         | ES4150127           | Riberas del Río Águeda                                                              |
|         | ES4160008           | Hoces del Río Riaza - ZEPA                                                          |
|         | ES4160043           | Cueva de los Murciélagos                                                            |
|         | ES4160048           | Lagunas de Cantalejo - ZEPA                                                         |
|         | ES4160058           | Sabinares de Somosierra                                                             |
|         | ES4160062           | Lagunas de Coca y Olmedo                                                            |
|         | ES4160063           | Lagunas de Santa María la Real de Nieva                                             |
|         | ES4160084           | Riberas del Río Duratón                                                             |
|         | ES4160104           | Hoces del Río Riaza                                                                 |
|         | ES4160106           | Lagunas de Cantalejo                                                                |
|         | ES4160111           | Valles del Voltoya y el Zorita                                                      |
|         | ES4160122           | Sierra de Pradales                                                                  |
|         | ES4170013           | Sierra de Urbión                                                                    |
|         | ES4170029           | Sabinares Sierra de Cabrejas                                                        |
|         | ES4170044           | Sierra del Moncayo - ZEPA                                                           |
|         | ES4170054           | Oncala-Valtajeros                                                                   |
|         | ES4170055           | Cigudosa-San Felices                                                                |
|         | ES4170056           | Sabinares de Ciria-Borobia                                                          |
|         | ES4170057           | Sabinares del Jalón                                                                 |
|         | ES4170083           | Riberas del Río Duero y afluentes                                                   |
|         | ES4170116           | Sierras de Urbión y Cebollera                                                       |
|         | ES4170119           | Sierra del Moncayo                                                                  |
|         | ES4170120           | Páramo de Layna                                                                     |
|         | ES4170135           | Cañón del Río Lobos                                                                 |
|         | ES4170139           | Quejigares de Gómara-Nájima                                                         |
|         | ES4170140           | Robledales del Berrún                                                               |
|         | ES4170141           | Pinar de Losana                                                                     |
|         | ES4170142           | Encinares de Tiermes                                                                |
|         | ES4170143           | Encinares de Sierra del Costanazo                                                   |
|         | ES4170144           | Riberas del Río Cidacos y afluentes                                                 |
|         | ES4170148           | Altos de Barahona                                                                   |
|         | ES4180017           | Riberas de Castronuño                                                               |
|         | ES4180069           | Riberas del Río Cea                                                                 |
|         | ES4180070           | Riberas del Río Cega                                                                |
|         | ES4180081           | Riberas del Río Adaja y afluentes                                                   |
|         | ES4180124           | Salgüeros de Aldeamayor                                                             |
|         | ES4180130           | El Carrascal                                                                        |
|         | ES4180147           | Humedales de Los Arenales                                                           |
|         | ES4190009           | Lago de Sanabria y alrededores - ZEPA                                               |
|         | ES4190060           | Tejedelo                                                                            |
|         | ES4190061           | Quejigares de la Tierra del Vino                                                    |
|         | ES4190067           | Riberas del Río Tera y afluentes                                                    |
|         | ES4190074           | Riberas del Río Aliste y afluentes                                                  |
|         | ES4190102           | Cañones del Duero                                                                   |
|         | ES4190105           | Lago de Sanabria y alrededores                                                      |
|         | ES4190110           | Sierra de la Cabrera                                                                |
|         | ES4190131           | Riberas del Río Tuela y afluentes                                                   |
|         | ES4190132           | Riberas del Río Manzanas y afluentes                                                |
|         | ES4190133           | Campo Alto de Aliste                                                                |
|         | ES4190134           | Lagunas de Tera y Vidriales                                                         |
|         | ES4190146           | Lagunas y pastizales salinos de Villafáfila                                         |
|         | ES4210001           | Hoces del río Júcar                                                                 |
|         | ES4210002           | La Encantada, El Moral y Los Torreones                                              |
|         | ES4210004           | Lagunas saladas de Pétrola y Salobrejo y complejo lagunar de Corral Rubio           |
|         | ES4210005           | Laguna de Los Ojos de Villaverde                                                    |
|         | ES4210006           | Laguna del Arquillo                                                                 |
|         | ES4210008           | Sierra de Alcaraz y Segura y cañones del Segura y del Mundo                         |
|         | ES4210010           | Sierra de Abenuj                                                                    |
|         | ES4210011           | Saladares de Cordovilla y Agramón y laguna de Alboraj                               |
|         | ES4210016           | Sierra del Relumbrar y estribaciones de Alcaraz                                     |
|         | ES4210017           | Lagunas de Ruidera                                                                  |
|         | ES4220001           | Navas de Malagón                                                                    |
|         | ES4220002           | Sierra de Picón                                                                     |
|         | ES4220003           | Ríos de la cuenca media del Guadiana y laderas vertientes                           |
|         | ES4220005           | Lagunas volcánicas del Campo de Calatrava                                           |
|         | ES4220007           | Ríos Quejigal, Valdeazogues y Alcudia                                               |
|         | ES4220013           | Sierra de Los Canalizos                                                             |
|         | ES4220015           | Sierras de Almadén - Chillón y Guadalmez                                            |
|         | ES4220017           | Alcornocal de Zumajo                                                                |
|         | ES4220018           | Túneles del Ojailén                                                                 |
|         | ES4220020           | Lagunas de Alcoba y Horcajo de Los Montes                                           |
|         | ES4230001           | Rentos de Orchova y Páramos de Moya                                                 |
|         | ES7020065           | Montaña de Tejina                                                                   |
|         | ES7020061           | Roque de Jama                                                                       |
|         | ES7020064           | Los Sables                                                                          |
|         | ES7020066           | Roque de Garachico                                                                  |
|         | ES7020068           | La Rambla de Castro                                                                 |
|         | ES7020069           | Las Lagunetas                                                                       |
|         | ES7020070           | Barranco de Erques                                                                  |
|         | ES7020071           | Montaña de la Centinela                                                             |
|         | ES7020072           | Montaña de la Breña                                                                 |
|         | ES7020073           | Los Acantilados de la Culata                                                        |
|         | ES7020074           | Los Campeches, Tigaiga y Ruiz                                                       |
|         | ES7020075           | La Resbala                                                                          |
|         | ES7020076           | Riscos de Bajamar                                                                   |
|         | ES7020077           | Acantilado de la Hondura                                                            |
|         | ES7020078           | Tabaibal del Porís                                                                  |
|         | ES7020081           | Interián                                                                            |
|         | ES7020082           | Barranco de Ruiz                                                                    |
|         | ES7020084           | Barlovento, Garafía, El Paso y Tijarafe                                             |
|         | ES7020085           | El Paso y Santa Cruz de La Palma                                                    |
|         | ES7020087           | Breña Alta                                                                          |
|         | ES7020088           | Sabinar de Puntallana                                                               |
|         | ES7020089           | Sabinar de La Galga                                                                 |
|         | ES7020090           | Monteverde de Don Pedro-Juan Adalid                                                 |
|         | ES7020091           | Monteverde de Gallegos-Franceses                                                    |
|         | ES7020092           | Monteverde de Lomo Grande                                                           |
|         | ES7020093           | Monteverde de Barranco Seco-Barranco del Agua                                       |
|         | ES7020094           | Monteverde de Breña Alta                                                            |
|         | ES7020097           | Teselinde-Cabecera de Vallehermoso                                                  |
|         | ES7020098           | Montaña del Cepo                                                                    |
|         | ES7020099           | Frontera                                                                            |
|         | ES7020100           | Cueva del Viento                                                                    |
|         | ES7020101           | Laderas de Enchereda                                                                |
|         | ES7020102           | Barranco de Charco Hondo                                                            |
|         | ES7020103           | Barranco de Argaga                                                                  |
|         | ES7020104           | Valle Alto de Valle Gran Rey                                                        |
|         | ES7020105           | Barranco del Águila                                                                 |
|         | ES7020106           | Cabecera Barranco de Aguajilva                                                      |
|         | ES7020107           | Cuenca de Benchijigua-Guarimiar                                                     |
|         | ES7020108           | Taguluche                                                                           |
|         | ES7020109           | Barrancos del Cedro y Liria                                                         |
|         | ES7020110           | Barranco de Niágara                                                                 |
|         | ES7020111           | Barranco de Orchilla                                                                |
|         | ES7020112           | Barranco de las Hiedras-El Cedro                                                    |
|         | ES7020113           | Acantilado costero de Los Perros                                                    |
|         | ES7020114           | Riscos de Lara                                                                      |
|         | ES7020115           | Laderas de Chío                                                                     |
|         | ES7020116           | Sebadales del sur de Tenerife                                                       |
|         | ES7020118           | Barranco de Icor                                                                    |
|         | ES7020119           | Lomo de Las Eras                                                                    |
|         | ES7020120           | Sebadal de San Andrés                                                               |
|         | ES7020121           | Barranco Madre del Agua                                                             |
|         | ES7020122           | Franja marina de Fuencaliente                                                       |
|         | ES7020123           | Franja marina Santiago-Valle Gran Rey                                               |
|         | ES7020124           | Costa de Garafía                                                                    |
|         | ES7020125           | Costa de los Órganos                                                                |
|         | ES7020126           | Costa de San Juan de la Rambla                                                      |
|         | ES7020127           | Risco de la Mérica                                                                  |
|         | ES7020128           | Sebadales de Antequera                                                              |
|         | ES7020129           | Piña de mar de Granadilla                                                           |
|         | ESZZ12002           | Volcanes de fango del Golfo de Cádiz                                                |
|         | ESZZ12003           | Sistema de cañones submarinos de Avilés                                             |
|         | ESZZ15001           | Banco de la Concepción                                                              |
|         | ESZZ15002           | Espacio marino del oriente y sur de Lanzarote-Fuerteventura                         |
|         | ESZZ16001           | Sistema de cañones submarinos occidentales del Golfo de León                        |
|         | ESZZ16004           | Espacio marino de Illes Columbretes                                                 |
|         | ESZZ16005           | Espacio marino de Alborán                                                           |
|         | ESZZ16006           | Espacio marino de Ifac                                                              |
|         | ESZZ16007           | Espacio marino de la Marina Alta                                                    |
|         | ESZZ16008           | Espacio marino del Cabo de les Hortes                                               |
|         | ESZZ16009           | Espacio marino de Cabo Roig                                                         |
|         | ES2430043           | Laguna de Gallocanta                                                                |
|         | ES1200043           | Sierra del Sueve                                                                    |
|         | ES5213024           | Illa de Tabarca                                                                     |
|         | ES0000447           | Espacio marino de Orpesa y Benicàssim                                               |
|         | ES6170037           | Q50702336                                                                           |
|         | ES6110009           | Q50702731                                                                           |
|         | ES6110010           | Fondos Marinos Levante Almeriense                                                   |
|         | ESZZ16002           | Canal de Menorca                                                                    |
|         | ES6120032           | Estrecho Oriental                                                                   |
|         | ES7020017           | Q50768097                                                                           |
|         | ES7020057           | Mar de Las Calmas                                                                   |
|         | ESZZ16010           | Espacio marino del entorno de Illes Columbretes                                     |
|         | ES2110010           | Q50948264                                                                           |
|         | ES2110005           | Q50948272                                                                           |
|         | ES2110020           | Q50948282                                                                           |
|         | ES2130005           | Q50948288                                                                           |
|         | ES2120008           | Q50948296                                                                           |
|         | ES2120018           | Q50948304                                                                           |
|         | ES1110011           | Esteiro do Tambre                                                                   |
|         | ES1110012           | Monte e lagoa de Louro                                                              |
|         | ES2410006           | Q51056066                                                                           |
|         | ES0000052           | Sierra Pelada y Rivera del Aserrador                                                |
|         | ES2410011           | Cabecera del Río Aguas Limpias                                                      |
|         | ES2410014           | Q51180905                                                                           |
|         | ES2410015           | Q51180908                                                                           |
|         | ES2410022           | Cuevas de Villanúa                                                                  |
|         | ES2410023           | Q51180917                                                                           |
|         | ES2410024           | Q51180925                                                                           |
|         | ES2410026           | Congosto de Sopeira                                                                 |
|         | ES2410031           | Q51180936                                                                           |
|         | ES2410040           | Q51180939                                                                           |
|         | ES2410072           | Lagunas de Estaña                                                                   |
|         | ES2410076 ES2410073 | Sierras de Alcubierre y Sigena                                                      |
|         | ES2410154           | Turberas del Macizo de Los Infiernos                                                |
|         | ES2420117           | Río Bergantes                                                                       |
|         | ES2420126           | Maestrazgo y Sierra de Gúdar                                                        |
|         | ES2420139           | ALTO TAJO Y MUELA DE SAN JUAN                                                       |
|         | ES2430034           | Q51236409                                                                           |
|         | ES2430088           | Barranco de Valdeplata                                                              |
|         | ES2430089           | Sierra de Nava Alta - Puerto de la Chabola                                          |
|         | ES2430094           | Meandros del Ebro                                                                   |
|         | ES2430096           | Q51236456                                                                           |
|         | ES2430109           | Q51236462                                                                           |
|         | ES0000317           | Q51240091                                                                           |
|         | ES0000319           | Q51240098                                                                           |
|         | ES1200012           | Caldoveiro                                                                          |
|         | ES1300002           | Montaña oriental                                                                    |
|         | ES1300005           | Dunas del Puntal y Estuario del Miera                                               |
|         | ES1300021           | Valles altos del Nansa y Saja y Alto Campoo                                         |
|         | ES1140016           | Enseada de San Simón                                                                |
|         | ES0000046           | Parcul natural Cabo de Gata-Níjar                                                   |
|         | ES2430104           | Q54985543                                                                           |
|         | ES2430105           | Hoces del Río Mesa                                                                  |
|         | ES2410062           | RÍO GAS                                                                             |
|         | ES2410042 ES0000288 | Sierra de Mongay                                                                    |
|         | ES2420119           | Els Ports de Beseit                                                                 |
|         | ES0000307           | Puertos De Beceite                                                                  |
|         | ES2430107           | Sierras de Pardos y Santa Cruz                                                      |
|         | ES2410004           | San Juan de la Peña                                                                 |
|         | ES1110003           | Fragas do Eume                                                                      |
|         | ESZZ12001           | Banco de Galicia                                                                    |
|         | ES1110004           | Encoro de Abegondo - Cecebre                                                        |
|         | ES6320001           | Zona marítimo terrestre de los acantilados de Aguadú                                |
|         | ES7020117           | Cueva marina de San Juan                                                            |
|         | ES0000505           | Espacio marino de la Isla de Alborán                                                |
|         | ES0000506           | Bahía de Almería                                                                    |
|         | ES1110006           | Complexo húmido de Corrubedo                                                        |
|         | ES1110008           | Carnota - Monte Pindo                                                               |
|         | ES1200042           | Sierra Plana de la Borbolla                                                         |
|         | ES6110019           | Arrecifes de Roquetas de Mar                                                        |
|         | ES0000032           | Torcal de Antequera                                                                 |
|         | ES90ATL01           | El Cachucho                                                                         |
|         | ES1110014           | Serra do Careón                                                                     |
|         | ES6110008           | Sierras de Gádor y Enix                                                             |
|         | ES6180002           | Complejo Endorreico de La Lantejuela                                                |
|         | ESZZ16003           | Q103871431                                                                          |
|         | ES6150001           | Laguna de El Portil                                                                 |
|         | ES6110017           | Río Antas                                                                           |
|         | ES2120014           | Ulia                                                                                |
|         | ES0000275           | Q104816832                                                                          |
|         | ES6150014           | Marismas y Riberas del Tinto                                                        |
|         | ES6110005           | Q107658633                                                                          |
|         | ES0000047           | Desierto de Tabernas                                                                |
|         | ES6110013           | Calares de Sierra de Los Filabres                                                   |
|         | ES0000045           | Sierra Alhamilla                                                                    |
|         | ES6110011           | Sierra del Alto de Almagro                                                          |
|         | ES6110012           | Q107711271                                                                          |
|         | ES6110006           | Q107711274                                                                          |
|         | ES6110007           | La Serrata de Cabo de Gata                                                          |
|         | ES0000034           | Lagunas del Sur de Córdoba                                                          |
|         | ES6110004           | Sierra del Oso                                                                      |
|         | ES0000274           | Embalse de Malpasillo                                                               |
|         | ES0000273           | Embalse de Cordobilla                                                               |
|         | ES0000029           | Complejo Endorreico del Puerto de Santa María                                       |
|         | ES0000027           | Laguna de Medina                                                                    |
|         | ES3110001           | Cuencas de los ríos Jarama y Henares                                                |
|         | ES5212004           | Riu Gorgos                                                                          |
|         | ES0000010 ES4160109 | Q109560987                                                                          |
|         | ES0000096           | Pozo Negro                                                                          |
|         | ES5212007           | Salero y Cabecicos de Villena                                                       |
|         | ES5212008           | Maigmó i Serres de la Foia de Castalla                                              |
|         | ES5212009           | Algepsars de Finestrat                                                              |
|         | ES5212010           | Arenal de Petrer                                                                    |
|         | ES5212011           | Rambla de las Estacas                                                               |
|         | ES5213018           | Q110933713                                                                          |
|         | ES5213019           | Q110933723                                                                          |
|         | ES5213022           | Q110933808                                                                          |
|         | ES5213025           | Dunes de Guardamar                                                                  |
|         | ES5213026           | Sierra de Orihuela                                                                  |
|         | ES5213033           | Litoral de Cabo Roig                                                                |
|         | ES5213032           | Cap de les Hortes                                                                   |
|         | ES5213039 ES6200008 | Sierra de Salinas                                                                   |
|         | ES5234005           | Q110934071                                                                          |
|         | ES5213042           | Valls de la Marina                                                                  |
|         | ES5223005           | Alt Palància                                                                        |
|         | ES0000213           | Serres de Mariola i el Carrascar de la Font Roja                                    |
|         | ES5232003           | Curs mitjà del riu Palància                                                         |
|         | ES6310001           | Q112265010                                                                          |
|         | ES6310002           | Zona marítimo-terrestre del Monte Hacho                                             |
|         | ES6200008           | Sierra Salinas                                                                      |
|         | ES1140011           | Gándaras de Budiño                                                                  |
|         | ES5212006           | Laguna de Salinas                                                                   |
|         | ES5223007           | Marjal d'Almenara                                                                   |
|         | ES2410061           | Sierras de San Juan de la Peña y Peña Oroel                                         |
|         | ES2420039           | Rodeno de Albarracín                                                                |
|         | ES1130009           | Serra da Enciña da Lastra                                                           |
|         | ES2410009           | Congosto de Ventamillo                                                              |
|         | ES5233001           | Tinença de Benifassà, Turmell i Vallivana                                           |
|         | ES0000298           | Q12211309                                                                           |
|         | ES2110004           | Q12253995                                                                           |
|         | ES4120025           | Ojo Guareña                                                                         |
|         | ES6170021           | Río Guadalmina                                                                      |
|         | ES5310031           | Porroig                                                                             |
|         | ES5310023           | Illots de Ponent d'Eivissa                                                          |
|         | ES5310102           | Xorrigo                                                                             |
|         | ES0000078           | Q115218088                                                                          |
|         | ES0000135           | Estanca de los Dos Reinos                                                           |
|         | ES0000210           | Alto Sil                                                                            |
|         | ES4110112           | Encinares de la Sierra de Ávila                                                     |
|         | ES7010014           | Cueva de Lobos                                                                      |
|         | ES1120004           | A Marronda                                                                          |
|         | ES1120005           | As Catedrais                                                                        |
|         | ES1110013           | Q12392207                                                                           |
|         | ES1120008           | Monte Faro                                                                          |
|         | ES1140013           | Serra do Candán                                                                     |
|         | ES4310004           | Dehesas de Jerez                                                                    |
|         | ES4170138           | Quejigares y encinares de Sierra del Madero                                         |
|         | ES2300006           | Sotos y Riberas del Ebro                                                            |
|         | ES6120011           | Laguna de Los Tollos                                                                |
|         | ES5140020           | Grapissar de Masia Blanca                                                           |
|         | ES2410059           | El Turbón                                                                           |
|         | ES4310026 PTCON0036 | Guadiana                                                                            |
|         | PTCON0019 ES1140007 | Râul Minho                                                                          |
|         | ES1110010           | Estaca de Bares                                                                     |
|         | ES5110001           | El Montseny                                                                         |
|         | ES0000054           | Somiedo                                                                             |
|         | ES0000022           | Parcul Național Aigüestortes i Estany de Sant Maurici                               |
|         | ES4150096           | Arribes del Duero                                                                   |
|         | ES0000025           | Marismas del Odiel                                                                  |
|         | ES6140003           | Sierra de Huétor                                                                    |
|         | ES1120014           | Canón do Sil                                                                        |
|         | ES6120018           | Pinar de Roche                                                                      |
|         | ES4320031           | Río Tietar                                                                          |
|         | ES4120012 ES4120092 | Sierra de la Demanda - ZEPA                                                         |
|         | FR9101483 FR9112023 | Massif des Albères                                                                  |
|         | ES0000001           | Insulele Cíes                                                                       |
|         | ES0000051           | Sierra de Aracena y Picos de Aroche                                                 |
|         | ES5211007           | Montgó                                                                              |
|         | ES2430080           | El Castellar                                                                        |
|         | ES5130019           | Estany de Montcortès                                                                |
|         | ES5130006           | Estanho de Vielha                                                                   |
|         | ES0000140           | Bahía de Cádiz                                                                      |
|         | ES5211009           | Penyal d'Ifac                                                                       |
|         | ES1300007           | Marismas de Santoña, Victoria y Joyel                                               |
|         | ES0000016           | Parcul Național Ordesa y Monte Perdido                                              |
|         | ES0000011           | Monte de El Pardo                                                                   |
|         | ES4140011           | Fuentes Carrionas y Fuente Cobre-Montaña Palentina                                  |
|         | ES1300022           | Sierra del Escudo de Cabuérniga                                                     |
|         | ES1200038           | Carbayera de El Tragamón                                                            |
|         | ES5130003           | Alt Pallars                                                                         |
|         | ES2410027           | Río Aurín                                                                           |
|         | ES6170011           | Sierra Blanca                                                                       |
|         | ES0000462           | Clot de Galvany                                                                     |
|         | ES1140012           | Illas Estelas                                                                       |
|         | ES1130002           | Macizo Central                                                                      |
|         | ES4120028           | Monte Santiago                                                                      |
|         | ES2410012           | Foz de Biniés                                                                       |
|         | ES2420113           | Parque cultural del Río Martín                                                      |
|         | ES5213021           | Serra Gelada i Litoral de la Marina Baixa                                           |
|         | ES2430041           | Complejo Lagunar de la Salada de Chiprana                                           |
|         | ES1120013           | Río Ouro                                                                            |
|         | ES5212012           | Sierra de Escalona y Dehesa de Campoamor                                            |
|         | ES2410054           | Sierra Ferrera                                                                      |
|         | ES0000244           | Q9077077                                                                            |
|         | ES1200047           | Yacimientos de Icnitas                                                              |
|         | ES5110017           | Costes del Maresme                                                                  |
|         | ES1130008           | Pena Maseira                                                                        |
|         | ES2120007           | Q98112543                                                                           |
|         | ES5140007           | Costes del Tarragonès                                                               |
|         | ES2110014           | Salburua                                                                            |
|         | ES1200056           | Fuentes del Narcea, Degaña e Ibias                                                  |
|         | ES0000120           | Salinas de Santa Pola                                                               |
|         | ES6110001           | Albufera de Adra                                                                    |
|         | ES0000272           | Brazo del Este                                                                      |
|         | ES0000358           | Campo de Aliste                                                                     |
|         | ES6160003           | Cascada de Cimbarra                                                                 |
|         | ES4110113           | Cerro de Guisando                                                                   |
|         | ES0000028           | Complejo Endorreico de Chiclana                                                     |
|         | ES0000030           | Complejo Endorreico de Puerto Real                                                  |
|         | ES2410013           | Macizo de Cotiella                                                                  |
|         | ES6200010           | Cuatro Calas                                                                        |
|         | ES1200007           | Cueva Rosa                                                                          |
|         | ES5234006           | Cova de les Meravelles d'Alzira                                                     |
|         | ES4110034           | Sierra de la Paramera y Serrota                                                     |
|         | ES2410055           | Sierra de Arro                                                                      |
|         | ES7020034           | La Fortaleza                                                                        |
|         | ES2430100           | Hoces del Jalón                                                                     |
|         | ES6110002           | Karst en Yesos de Sorbas                                                            |
|         | ES1300012           | Río Agüera                                                                          |
|         | ES1300011           | Río Asón                                                                            |
|         | ES1300014           | Río Camesa                                                                          |
|         | ES1300008           | Rio Deva                                                                            |
|         | ES1300015           | Río Miera                                                                           |
|         | ES1300009           | Río Nansa                                                                           |
|         | ES1300010           | Río Pas                                                                             |
|         | ES1300020           | Río Saja                                                                            |
|         | ES1300013           | Río y Embalse del Ebro                                                              |
|         | ES4140036           | La Nava-Campos Norte                                                                |
|         | ES6160004           | Laguna Grande                                                                       |
|         | ES6160001           | Laguna Honda                                                                        |
|         | ES6180003           | Laguna del Gosque                                                                   |
|         | ES6120014           | Laguna de Las Canteras y El Tejón                                                   |
|         | ES4240005           | Lagunas de Puebla de Beleña                                                         |
|         | ES4140026           | Las Tuerces                                                                         |
|         | ES0000208           | Llanuras del Guareña                                                                |
|         | ES6160002           | Alto Guadalquivir                                                                   |
|         | ES6120001           | Cola del Embalse de Arcos                                                           |
|         | ES6120006           | Marismas del Río Palmones                                                           |
|         | ES6160007           | Sierra Mágina                                                                       |
|         | ES0000053           | Sierra Norte de Sevilla                                                             |
|         | ES6130002           | Sierras Subbéticas                                                                  |
|         | ES2410003 ES0000137 | Los Valles                                                                          |
|         | ES1300003           | Rias occidentales y Duna de Oyambre                                                 |
|         | ES4220019           | Bonales de la comarca de Los Montes del Guadiana                                    |
|         | ES3110007           | Cuencas de los ríos Alberche y Cofio                                                |
|         | ES4250001           | Sierra de San Vicente y valles del Tiétar y Alberche                                |
|         | ES4110115           | Valle del Tiétar                                                                    |
|         | ES3110004           | Cuenca del río Manzanares                                                           |
|         | ES3110006           | Q29766495                                                                           |
|         | ES3110002           | Cuenca del río Lozoya y Sierra Norte                                                |
|         | FR7212011           | Col de Lizarrieta                                                                   |
|         | ES6170002           | Q3058149                                                                            |
|         | FR7200753           | Forêt d'Iraty                                                                       |
|         | ES0000337           | Estrecho                                                                            |
|         | ES0000149           | Posets–Maladeta                                                                     |
|         | ES5120007           | Cap de Creus                                                                        |
|         | ES5110010           | Sant Llorenç del Munt i l'Obac                                                      |
|         | ES6150005           | Marismas de Isla Cristina                                                           |
|         | ES1200008           | Redes                                                                               |
|         | ES6160006           | Sierra de Andújar                                                                   |
|         | ES1300004           | Dunas de Liencres y Estuario del Pas                                                |
|         | ES0000376           | Baixa Limia - Serra do Xurés                                                        |
|         | ES1200002           | Muniellos                                                                           |
|         | ES2420037           | Sierra de Javalambre                                                                |
|         | ES2430102           | Sierra de Vicort                                                                    |
|         | ES2430103           | Sierra de Algairén                                                                  |
|         | ES4120030           | Montes Obarenes                                                                     |
|         | ES6140001           | Sierra de Baza                                                                      |
|         | ES0000058           | El Fondo d'Elx-Crevillent                                                           |
|         | ES0000147           | Marjal de Pego-Oliva                                                                |
|         | ES6110003           | Q4888195                                                                            |
|         | ES6150004           | Lagunas de Palos y Las Madres                                                       |
|         | ES6150003           | Estero de Domingo Rubio                                                             |
|         | ES0000276           | Peñón de Zaframagón                                                                 |
|         | ES2430082           | Deșertul Monegros                                                                   |
|         | ES6140004           | Parcul Național și Natural Sierra Nevada                                            |
|         | ES2420118           | Río Algars                                                                          |
|         | ES5110020           | Costes del Garraf                                                                   |
|         | ES0000217           | Penillanuras-Campos Norte                                                           |
|         | ES0000207           | Penillanuras-Campos Sur                                                             |
|         | ES1110001           | Q20185400                                                                           |
|         | ES5213054           | Els Alforins                                                                        |
|         | ES6120008           | La Breña y Marismas del Barbate                                                     |
|         | ES1140003           | A Ramallosa                                                                         |
|         | ES1140010           | Costa da Vela                                                                       |
|         | ES1110009           | Costa de Dexo                                                                       |
|         | ES2410010           | Monte Pacino                                                                        |
|         | ES2410029           | Tendeñera                                                                           |
|         | ES2410044           | Q21406039                                                                           |
|         | ES4310003           | Complejo Lagunar de la Albuera                                                      |
|         | ES1110002           | Costa Ártabra                                                                       |
|         | ES2410046           | Río Ésera                                                                           |
|         | ES0000084           | Ses Salines d'Eivissa i Formentera                                                  |
|         | ES6170038           | Montes de Málaga                                                                    |
|         | ES2430028           | Moncayo                                                                             |
|         | ES2410064           | Sierras de Santo Domingo y Caballera                                                |
|         | ES2420141           | Tremedales de Orihuela                                                              |
|         | ES4310068           | Sierras de Bienvenida y la Capitana                                                 |
|         | ES6170032           | Sierra Blanquilla                                                                   |
|         | ES2430078           | Montes de Zuera                                                                     |
|         | ES1140009           | Cabo Udra                                                                           |
|         | ES2430066           | Río Arba de Biel                                                                    |
|         | ES2430065           | Río Arba de Luesia                                                                  |
|         | ES2410030           | Serreta negra                                                                       |
|         | ES7010006           | Los Marteles                                                                        |
|         | ES6120003           | Estuario del Río Guadiaro                                                           |
|         | ES2420114           | Saladas de Alcañiz                                                                  |
|         | ES4150107           | Las Batuecas-Sierra de Francia                                                      |
|         | ES2410019           | Q2719273                                                                            |
|         | FR7200774           | Baie de Chingoudy                                                                   |
|         | ES6170001           | Laguna de La Ratosa                                                                 |
|         | ES6170015           | Lagunas de Campillos                                                                |
|         | ES7010008           | Güigüí                                                                              |
|         | ES4240024           | Sierra de Caldereros                                                                |
|         | ES4190033           | Sierra de la Culebra                                                                |
|         | ES0000199 ES6200025 | Sierra de la Fausilla                                                               |
|         | ES1300016           | Sierra del Escudo                                                                   |
|         | ES2410045           | Sobrepuerto                                                                         |
|         | ES0000012           | Soto de Viñuelas                                                                    |
|         | ES0000209           | Tierra del Pan                                                                      |
|         | ES1200045           | Turbera de Las Dueñas                                                               |
|         | ES0000394           | Colonias de Cernícalo Primilla de Saucedilla                                        |
|         | ES0000324           | Embalse de Arrocampo                                                                |
|         | ES1110016           | Río Tambre                                                                          |
|         | ES1120001           | Q61379028                                                                           |
|         | ES6110014           | Artos de El Ejido                                                                   |